# Global Champions Tour 2019
Die Global Champions Tour 2019 war die 14. Saison der Global Champions Tour, einer internationalen Turnierserie. Sie gilt als eine der wichtigsten Serien im Springreiten. Parallel zur Global Champions Tour wurde zum vierten Mal eine weitere Prüfungsserie, der Mannschaftswettbewerb Global Champions League 2019, ausgetragen. Beide Serien sind von der FEI anerkannte Turnierserien.
Namenssponsor und Zeitmesser der Global Champions Tour (GCT) war Longines, die Saison trug den Namen Longines Global Champions Tour 2019.

## Ablauf der Turnierserien
Mit der Saison 2019 wuchsen die Turnierserien nochmals an und hätten die von Reglement maximal zulässige Anzahl von 20 GCT-Turnieren erreicht. Dies umfasste 19 normale Wertungsturniere sowie zum zweiten Mal ein Playoffturnier am Ende des Jahres. In Europa kam erstmals ein schwedisches Turnier zum GCT-Kalender hinzu. Die neue 18. und 19. Etappe sollten die Turnierserie an zwei aufeinander folgenden Wochenenden nach Nordamerika führen. Im Juli 2019 wurde jedoch bekannt, dass das geplante GCT/GCL-Turnier in Montreal nicht zustande kommen würde. New York City wird, somit als 18. Etappe, den Saisonabschluss vor dem Playoffturnier in Prag darstellen.
Die jahrelange Schlussetappe in Doha wechselte hingegen ganz an den Anfang der Saison. Bereits am 2. März 2019 wurden die ersten Wertungspunkte vergeben, die letzte Chance auf Wertungspunkte hatten die Reiter dann 28. September 2019.
Alle Turniere waren als CSI 5*, der höchsten Kategorie im Springreiten, ausgeschrieben.

### Global Champions League
Die Global Champions League (GCL) ist eine Prüfungsserie für Mannschaften, bei der pro Prüfung zwei Reiter einer Mannschaft (die üblicherweise aus fünf Reitern besteht) als ein Team antreten. Die Mannschaften waren unabhängig von den Nationalitäten der Reiter zusammengestellt.
Der Ablauf der GCL-Etappen blieb zum Vorjahr unverändert: In einer ersten Teilprüfung am Donnerstag oder Freitag traten die Reiter in einer Fehler-Zeit-Springprüfung (ein Umlauf) an. Die zweite Prüfung fand am Samstag direkt vor der Global-Champions-Tour-Etappe statt. Auch hier handelte es sich um eine Fehler-Zeit-Springprüfung mit nur einem Umlauf. In der zweiten Prüfung konnten die Teams andere Reiter und Pferde an den Start schicken.
Die Kurse beider Prüfungen hatten Hindernishöhen von 1,50 bis 1,60 Meter. Die Startreihenfolge der Mannschaften in der zweiten Prüfung richtete sich nach deren Ergebnis in der ersten Teilprüfung. Das Teamergebnis errechnete sich aus der Addition der Strafpunkte der für das Team antretenden Reiter beider Teilprüfungen. Im Falle eines Strafpunktgleichstands entscheiden die Addition der Zeiten des zweiten Umlaufs. Zusätzlich zum Preisgeld beider Prüfungen war jede GCL-Etappe mit 200.000 Euro dotiert.
Die Anzahl der Teams verringerte sich im Vergleich zu 2018 auf 16, die Anzahl an Reitern je Team erhöhte sich auf sechs. Von den Mannschaften behielten 15 ihren Namen bei. Somit umfassten die Teams folgende Reiter:
- Berlin Eagles:  Ludger Beerbaum,  Malin Baryard-Johnsson,  Philipp Weishaupt,  Christian Kukuk,  Lorenzo de Luca,  Emil Hallundbæk
- Cannes Stars:  Jane Richard Philips,  Eric Lamaze,  Margie Goldstein-Engle,  Karel Cox,  Abdel Said,  Daniel Coyle (zur Saisonmitte ersetzt durch  Maurice Tebbel)
- Chantilly Pegasus:  Roger-Yves Bost,  Carlos Enrique Lopez Lizarazo,  René Lopez,  Sadri Fegaier,  Constant van Paesschen,  Dayro Arroyave (zur Saisonmitte ersetzt durch  François Mathy Jr)
- Doha Falcons:  Ali bin Chalid Al Thani,  Bassem Hassan Mohammed,  Michael Whitaker,  Jur Vrieling,  Bronislav Chudyba,  Mike Kawai
- Hamburg Giants:  Simon Delestre,  Bart Bles,  Mathilda Karlsson,  Lauren Hough,  Titouan Schumacher,  José Alfredo Hernández Ortega (zur Saisonmitte ersetzt durch  Luís Sabino Gonçalves)
- London Knights:  Ben Maher,  Martin Fuchs,  Olivier Philippaerts,  Nicola Philippaerts,  Emily Moffitt,  Max Kühner (zur Saisonmitte ersetzt durch  Gudrun Patteet)
- Madrid in Motion:  Maikel van der Vleuten,  Mark McAuley,  Eric van der Vleuten,  Eduardo Álvarez Aznar,  Cindy van der Straten,  Michael G. Duffy
- Miami Celtics:  William Whitaker,  Shane Breen,  Jessica Springsteen,  Michael Duffy,  Harry Charles,  Cameron Hanley (zur Saisonmitte ersetzt durch  Christophe Vanderhasselt)
- Monaco Aces:  Jérôme Guery,  Julien Epaillard,  Laura Kraut,  Marlon Módolo Zanotelli,  Jos Verlooy,  Jeanne Sadran
- New York Empire:  Georgina Bloomberg,  Scott Brash,  Daniel Bluman,  Hans-Dieter Dreher,  Denis Lynch,  Spencer Smith
- Paris Panthers:  Darragh Kenny,  Yuri Mansur,  Harrie Smolders,  Grégory Wathelet,  Nayel Nassar,  Jennifer Gates
- Prague Lions:  Niels Bruynseels,  Marc Houtzager,  Wilm Vermeir,  Gerco Schröder,  Marco Kutscher,  Anna Kellnerová
- Scandinavian Vikings:  Christian Ahlmann,  Leopold van Asten,  Geir Gulliksen,  Evelina Tovek,  Teddy Vlock,  Danielle Goldstein Waldman (zur Saisonmitte ersetzt durch  Henrik von Eckermann)
- Shanghai Swans:  Daniel Deußer,  Pius Schwizer,  Shane Sweetnam,  Peder Fredricson,  Kim Emmen,  Kamal Bahamdan (zur Saisonmitte ersetzt durch  Alexandra Thornton)
- St Tropez Pirates:  Edwina Tops-Alexander,  Pieter Devos,  Olivier Robert,  Athina Onassis,  Laura Klaphake,  Lucia Le Jeune Vizzini (zur Saisonmitte ersetzt durch  Danielle Goldstein Waldman)
- Valkenswaard United:  Marcus Ehning,  Bertram Allen,  Alberto Zorzi,  Cian O’Connor,  Frank Schuttert,  Maurice Tebbel (zur Saisonmitte ersetzt durch  Edward Levy)[4]

### Global Champions Tour
Am Samstagnachmittag oder -abend, jeweils im Anschluss an die zweite Prüfung der Global Champions League, wurden die Wertungsprüfungen der Global Champions Tour durchgeführt. Die Wertungsprüfungen waren als Springprüfung mit Normalumlauf und einem Stechen ausgeschrieben, die Höhe der Hindernisse betrug bis zu 1,60 Meter.
Bis zu 35 Reiter durften jeweils in einer GCT-Wertungsprüfung an den Start gehen. Das Preisgeld der Wertungsprüfung betrug je Etappe mindestens 300.000 €.

## Medien
Zu den Medienpartnern der Global Champions Tour zählt Eurosport. Die Prüfungen der GCT wurden auf Eurosport 1 ausgestrahlt, zeitversetzt oder als Liveübertragung. Ab der zweiten Etappe zeigte Eurosport 1 auch halbstündige Zusammenfassungen der GCL-Prüfungen. Die GCT- und GCL-Wertungsprüfungen sowie viele weitere Prüfungen der Turniere wurden auf den Internetseiten der beiden Turnierserien per Livestream übertragen.

## Die Etappen

### Doha
Anfang März 2019 wurden in der katarischen Hauptstadt Doha an zwei aufeinanderfolgenden Wochenenden zwei CSI 5*-Turniere ausgerichtet. Beide wurden auf der Reitanlage Al Shaqab durchgeführt. Das bislang im November ausgetragene GCT-Turnier wurde 2019 vorgezogen und stellte vom 28. Februar bis zum 2. März das erste dieser zwei Turniere dar.
Während die jeweils von November bis März andauernde Turniersaison auf der arabischen Halbinsel endete, war das Turnier für viele europäische Reiter einer der ersten Freilandturnierstarts nach der noch laufenden Hallensaison.
Global Champions League: Dem Einstieg in die grüne Saison angepasst war die erste Teilprüfung der Global Champions League von Doha eher leicht gestaltet, 10 der 16 Teams blieb fehlerfrei. Obwohl auch nur auf 1,55 Meter Höhe gebaut, war der von Uliano Vezzani gestaltete Kurs der zweiten Teilprüfung deutlich anspruchsvoller. Nur zwei Mannschaften gelang es hier, strafpunktfrei zu bleiben. Während die London Knights aufgrund von fünf Strafpunkten von Emily Moffitt aus der ersten Teilprüfung nicht den Sprung an die Spitze schafften (Rang fünf), gewannen die Shanghai Swans. Daniel Deußer und Pius Schwizer waren mit ihren Pferden in beiden Prüfungen ohne Fehler geblieben und sicherten ihrem Team damit einen klaren Sieg.
|             | Team                | Reiter/Pferde                            | 1. Prüfung  | 2. Prüfung | 2. Prüfung  | Gesamt   | Gesamt | Wertungs- punkte |
| Strafpunkte | Team                | Reiter/Pferde                            | Strafpunkte | Zeit (s)   | Strafpunkte | Zeit (s) |        | Wertungs- punkte |
| ----------- | ------------------- | ---------------------------------------- | ----------- | ---------- | ----------- | -------- | ------ | ---------------- |
| 1           | Shanghai Swans      | Daniel Deußer mit Calisto Blue           | 0           | 0          | 76,65       | 0        | 155,28 | 30               |
| 1           | Shanghai Swans      | Pius Schwizer mit Cortney Cox            | 0           | 0          | 78,63       | 0        | 155,28 | 30               |
| 2           | Valkenswaard United | Bertram Allen mit Harley van de Bisschop | 0           | 0          | 72,70       | 4        | 149,65 | 25               |
| 2           | Valkenswaard United | Frank Schuttert mit Chianti's Champion   | 0           | 4          | 76,95       | 4        | 149,65 | 25               |

Global Champions Tour: Wie bereits bei der Global Champions League drei Stunden zuvor, so war auch bei der Global Champions Tour-Wertungsprüfung der Anspruch des Parcours hoch gewählt. Nur fünf der 33 Starterpaare glückte ein fehlerloser Ritt. Im Stechen legte Julien Epaillard als erster Starter vor uns kam ohne Fehler in nur 40,11 Sekunden in das Ziel. Alberto Zorzi, Frank Schuttert und Nicola Philippaerts beraubten sich durch Fehler bzw. deutlich zu langsame Zeiten ihrer Siegchance. Somit verblieb nur noch für Ben Maher die Chance auf den Führungswechsel. Mit Explosion W konnte er an die Vorjahrsform anknüpfen, er blieb ohne Fehler und war schnell. Doch auch seine Zeit von 40,55 Sekunden reichte nicht aus, so dass Epaillard der erste GCT-Sieger des Jahres 2019 wurde.
|             | Reiter              | Pferd                | 1. Umlauf | 1. Umlauf   | Stechen  | Stechen | Wertungs- punkte |
| Strafpunkte | Reiter              | Pferd                | Zeit (s)  | Strafpunkte | Zeit (s) |         | Wertungs- punkte |
| ----------- | ------------------- | -------------------- | --------- | ----------- | -------- | ------- | ---------------- |
| 1           | Julien Epaillard    | Usual Suspect d'Auge | 0         | –           | 0        | 40,11   | 40               |
| 2           | Ben Maher           | Explosion W          | 0         | –           | 0        | 40,55   | 37               |
| 3           | Nicola Philippaerts | Chilli Willi         | 0         | –           | 0        | 43,43   | 35               |

(Plätze eins bis drei von insgesamt 33 Teilnehmern)

### Mexiko-Stadt
Am Wochenende nach dem Weltcupfinale in Göteborg wurde die zweite Etappe der GCT/GCL-Saison ausgetragen. Auf dem höchstgelegenen Turnierplatz dieser Turnierserien (ca. 2300 Meter über dem Meeresspiegel), dem Campo Marte, wurde das Turnier vom 11. bis 13. April 2019 in Mexiko-Stadt durchgeführt.
Global Champions League: In der ersten Teilprüfung des GCL von Mexiko blieben über die Hälfte der Reiter ohne Fehler. Daraus resultierend hatten auch sieben der Mannschaften keine Strafpunkte gesammelt, die zweite Teilprüfung musste daher die Entscheidung bringen. Tatsächlich gelang es keinem Team, die zweite Teilprüfung ohne Fehler zu beenden. Am besten bewältigten die Cannes Stars (Jane Richard Philips und Abdel Said) mit nur zwei Zeitstrafpunkten den zweiten Parcours. Doch in der ersten Prüfung hatten sie bereits 14 Strafpunkte erhalten, im Endergebnis Platz zwölf. Wie bereits in Doha, so sicherten sich auch in Mexiko die Shanghai Swans den Sieg.
|             | Team           | Reiter/Pferde                      | 1. Prüfung  | 2. Prüfung | 2. Prüfung  | Gesamt   | Gesamt | Wertungs- punkte |
| Strafpunkte | Team           | Reiter/Pferde                      | Strafpunkte | Zeit (s)   | Strafpunkte | Zeit (s) |        | Wertungs- punkte |
| ----------- | -------------- | ---------------------------------- | ----------- | ---------- | ----------- | -------- | ------ | ---------------- |
| 1           | Shanghai Swans | Peder Fredricson mit Zacramento    | 0           |            |             | 4        | 134,97 | 30               |
| 1           | Shanghai Swans | Shane Sweetnam mit Kirschwasser    | 0           |            |             | 4        | 134,97 | 30               |
| 1           | Shanghai Swans | Daniel Deußer mit Calisto Blue     |             | 4          | 68,95       | 4        | 134,97 | 30               |
| 1           | Shanghai Swans | Peder Fredricson mit Christian K   |             | 8          | 66,02       | 4        | 134,97 | 30               |
| 2           | Hamburg Giants | Simon Delestre mit Uccello de Will | 0           | 5          | 71,76       | 5        | 140,82 | 25               |
| 2           | Hamburg Giants | Bart Bles mit Cassini Z            | 0           | 0          | 69,06       | 5        | 140,82 | 25               |

Global Champions Tour: Trotz des sehr großen Turnierplatzes spielte die erlaubte Zeit im Normalumlauf des GCT-Grand Prix von Mexiko kaum eine Rolle. Im Normalumlauf des von Javier Trenor erbauten, farbenfroh gestalteten Kurses blieben 12 Pferd-Reiter-Paare ohne Fehler. Die ersten beiden fehlerfreien Ritte im Stechen, erritten von Simon Delestre und Daniel Deußer, waren mit Zeiten von über 42 Sekunden noch eher langsam. Gut zwei Sekunden schneller war Harrie Smolders mit Don Z. Die schnellste Zeit im Stechen gelang Bertram Allen mit seiner Schimmelstute Molly Malone V, doch innerhalb der benötigten 38,08 Sekunden fielen gleich zwei Stangen. Abdel Saids gute Form (10. Platz beim Weltcupfinale) hielt an, mit der 10-jährigen Stute Venise du Reverdy setzte er sich in Führung. Doch auch seine Zeit sollte nicht für den Sieg reichen. Ein einziger Ritt blieb ohne Fehler und unter 40 Sekunden: Jérôme Guery glückte dies mit dem Holsteiner Quel Homme und sicherte sich damit die Siegprämie von 102.630 Euro.
|             | Reiter          | Pferd             | 1. Umlauf | 1. Umlauf   | Stechen  | Stechen | Wertungs- punkte |
| Strafpunkte | Reiter          | Pferd             | Zeit (s)  | Strafpunkte | Zeit (s) |         | Wertungs- punkte |
| ----------- | --------------- | ----------------- | --------- | ----------- | -------- | ------- | ---------------- |
| 1           | Jérôme Guery    | Quel Homme        | 0         | –           | 0        | 39,57   | 40               |
| 2           | Abdel Said      | Venise du Reverdy | 0         | –           | 0        | 40,53   | 37               |
| 3           | Harrie Smolders | Don Z             | 0         | –           | 0        | 40,74   | 35               |

(Plätze eins bis drei von insgesamt 31 Teilnehmern)

### Miami Beach
Bereits ein Wochenende nach Mexiko-Stadt, vom 18. bis 20. April 2019, stand mit Miami Beach die nächste nordamerikanische Tourstation an. Dementsprechend verblieben viele europäische Reiter mit ihrem Pferd direkt in Nordamerika und wechselten lediglich mit den Touren den Veranstaltungsort. Das Turnier wurde in einem provisorischen Reitstadion am Strand von Miami Beach durchgeführt.
Global Champions League: Wie im Vorjahr, so war auch 2019 der erste Umlauf der GCL von Miami anspruchsvoll, unter der besonderen Atmosphäre (nur wenige Schnitte vom Parcours bis zum Wasser des Ozeans) gelangen nur vier fehlerfreie Runden. Zudem war die erlaubte Zeit äußerst eng gewählt, deutlich über die Hälfte der Reiter erhielt Zeitstrafpunkte. In Führung lagen nach dieser Prüfung die St Tropez Pirates (3 Strafpunkte) vor den Prague Lions (5 Strafpunkte). Ebenso mit fünf Strafpunkten, aber langsamer, hatten die Shanghai Swans erneut eine Top-Ausgangslage.
Die zweite Teilprüfung erwies sich für Reiter und Pferde als besser zu bewältigen, 37 Reiter kamen auf vier oder wenigen Strafpunkte. Zeitfehler kamen so gut wie gar nicht vor. Trotzdem gelang es nur zwei Teams, hier ohne Fehler zu bleiben. Eines davon waren die Berlin Eagles (Malin Baryard-Johnsson und Emil Hallundbæk), die damit den Sprung auf Rang drei schafften. Ebenso gelang dies den Miami Celtics, die sich mit nur sechs Strafpunkten in Führung setzten. Zwei Hindernisfehler von Anna Kellnerová warfen die Prague Lions auf Rang fünf zurück, einen Platz hinter den Shanghai Swans. Die St Tropez Pirates vergaben als letzte Mannschaft ihre Siegchance, Athina Onassis unterlief mit dem 13-jährigen Going Global ein Springfehler. Folglich ging der Sieg an die Miami Celtics.
|             | Team              | Reiter/Pferde                             | 1. Prüfung  | 2. Prüfung | 2. Prüfung  | Gesamt   | Gesamt | Wertungs- punkte |
| Strafpunkte | Team              | Reiter/Pferde                             | Strafpunkte | Zeit (s)   | Strafpunkte | Zeit (s) |        | Wertungs- punkte |
| ----------- | ----------------- | ----------------------------------------- | ----------- | ---------- | ----------- | -------- | ------ | ---------------- |
| 1           | Miami Celtics     | Shane Breen mit Ipswich van de Wolfsakker | 1           | 0          | 75,50       | 6        | 151,26 | 30               |
| 1           | Miami Celtics     | Michael Duffy mit Quintano                | 5           | 0          | 75,76       | 6        | 151,26 | 30               |
| 2           | St Tropez Pirates | Athina Onassis mit Going Global           | 3           | 4          | 78,36       | 7        | 154,41 | 25               |
| 2           | St Tropez Pirates | Pieter Devos mit Espoir                   | 0           |            |             | 7        | 154,41 | 25               |
| 2           | St Tropez Pirates | Pieter Devos mit Claire Z                 |             | 0          | 76,05       | 7        | 154,41 | 25               |

Global Champions Tour: Nachdem es in der Global-Champions-League-Teilprüfung direkt zuvor recht viele Null-Fehler-Ritte gegeben hatte, setzte Uliano Vezzani den Reitern und Pferden im Parcours des Normalumlaufs der GCT-Prüfung ein deutlich anspruchsvollere Aufgabe vor. Sieben Reiter gaben auf, nachdem sie bereits acht oder mehr Strafpunkte erhalten hatten. Acht Paare qualifizierten sich für das Stechen.
Die ersten fünf Teilnehmer im Stechen unterliefen allen Fehler. Erst Pieter Devos gelang mit der 11-jährigen Zangersheider Stute Claire Z der erste strafpunktfreie Ritt. Dabei war er obendrein schnell, nur Daniel Deußer und Scott Brash war mit ihren Pferden zuvor eine schnellere Zeit geglückt. Malin Baryard-Johnsson blieb ebenso ohne Fehler, war aber langsamer. Harrie Smolders, der eine Woche zuvor bereits auf dem Podium gestanden hatte, griff als letzter Reiter mit Don Z die Zeit von Devos an. Smolders lag in der Zwischenzeit bei der Hälfte des Parcours vorne und kam auch ohne Fehler über die Ziellinie. Doch die Zeit reichte nicht, er hatte in der zweiten Hälfte des Stechkurses Zeit verloren und kam vier Hundertstelsekunden langsamer als Pieter Devos in das Ziel.
|             | Reiter                 | Pferd    | 1. Umlauf | 1. Umlauf   | Stechen  | Stechen | Wertungs- punkte |
| Strafpunkte | Reiter                 | Pferd    | Zeit (s)  | Strafpunkte | Zeit (s) |         | Wertungs- punkte |
| ----------- | ---------------------- | -------- | --------- | ----------- | -------- | ------- | ---------------- |
| 1           | Pieter Devos           | Claire Z | 0         | –           | 0        | 37,38   | 40               |
| 2           | Harrie Smolders        | Don Z    | 0         | –           | 0        | 37,42   | 37               |
| 3           | Malin Baryard-Johnsson | Indiana  | 0         | –           | 0        | 38,48   | 35               |

(Plätze eins bis drei von insgesamt 32 Teilnehmern)

### Shanghai
Die Global Champions Tour 2019 machte auch in China, einem der größten Wachstumsmärkte des Reitsports, Station. Am ersten Maiwochenende, vom 3. bis 5. Mai 2019, stand in Shanghai die chinesische Etappe der GCT/GCL auf dem Programm. Das Turnier wurde in direkter Nachbarschaft zum China Art Museum (China Art Palace) durchgeführt.
Global Champions League: Obwohl bereits der Freitag der erste Turniertag war, wich der Turnierablauf von den anderen Turnieren der Serie ab. Vor der Global Champions Tour-Wertungsprüfung am Samstag fand der erste Umlauf der Global Champions League von Shanghai statt. Die Ergebnisse der Mannschaften gingen hier weit auseinander: Während gleich vier Teams komplett ohne Fehler blieben, gab es kaum Mannschaften mit wenigen Strafpunkten. Sieben Teams kamen auf 12 und mehr Strafpunkte. Die London Knights waren in Shanghai nicht am Start.
Der zweite Umlauf der Global Champions League wurde am Sonntagnachmittag ausgerichtet. Aufgrund der großen Startpunktunterschiede des ersten Tages lagen auch nach dem zweiten Umlauf jene vier Teams, die nach dem ersten Umlauf in Führung gelegen hatten, auf einem der ersten fünf Plätze. Die Monaco Aces und die Paris Panthers lagen nach beiden Umläufen strafpunktgleich in Führung. Den Sieg für die Monaco Aces brachte insbesondere die schnelle Zeit von Julien Epaillard.
|             | Team           | Reiter/Pferde                                   | 1. Prüfung  | 2. Prüfung | 2. Prüfung  | Gesamt   | Gesamt | Wertungs- punkte |
| Strafpunkte | Team           | Reiter/Pferde                                   | Strafpunkte | Zeit (s)   | Strafpunkte | Zeit (s) |        | Wertungs- punkte |
| ----------- | -------------- | ----------------------------------------------- | ----------- | ---------- | ----------- | -------- | ------ | ---------------- |
| 1           | Monaco Aces    | Julien Epaillard mit Virtuose Champeix          | 0           | 0          | 76,77       | 4        | 156,35 | 30               |
| 1           | Monaco Aces    | Marlon Modolo Zanotelli mit Edgar M             | 0           |            |             | 4        | 156,35 | 30               |
| 1           | Monaco Aces    | Jérôme Guery mit Garfield de Tiji des Templiers |             | 4          | 79,58       | 4        | 156,35 | 30               |
| 2           | Paris Panthers | Grégory Wathelet mit Iron Man van de Padenborre | 0           | 4          | 80,61       | 4        | 160,59 | 25               |
| 2           | Paris Panthers | Darragh Kenny mit Balou du Reventon             | 0           |            |             | 4        | 160,59 | 25               |
| 2           | Paris Panthers | Darragh Kenny mit Classic Dream                 |             | 0          | 79,98       | 4        | 160,59 | 25               |

Global Champions Tour: Aufgrund der Quarantänebestimmungen kommt es beim Turnier im Shanghai nicht zum Zusammentreffen der internationalen Topreiter mit den heimischen Reitern aus China. Dennoch hatte sich ein Chinese für den GCT-Grand Prix qualifiziert: Der 18-jährige, in Europa trainierende You Zhang kam mit seinem estnischen Wallach Caesar an den 33. Rang von 35 Startern. Er war auch nur einer von zwei Teilnehmen mit Zeitstrafpunkten, die erlaubte Zeit von 87 Sekunden war großzügig bemessen. Neun Reitern gelang mit einer Nullrunde der Einzug in das Stechen.
Luciana Diniz und ihr 11-jähriger Hannoveraner Camargo legten im Stechen mit einer langsamen Null-Fehler-Runde vor. Jur Vrieling nahm ihr als zweiter Starter direkt die Führung wieder ab. Darragh Kenny erhöhte als dritter Starter deutlich das Tempo, seine Führungszeit von (fehlerfreien) 38,06 Sekunden setzte die nachfolgenden Starter deutlich unter Druck. Erstes „Opfer“ hiervon wurde Alberto Zorzi als vierter Starter. Mit seinem Rappen Ulane de Coquerie nahm er eine Wendung zu knapp, das Paar kam ohne passende Distanz vor einem Hindernis zum Stehen und musste neu anreiten. Mit acht Zeitstrafpunkten kam er am Ende auf den neunten Rang. Einzig Danielle Goldstein als vorletzte Starterin gelang noch ein weiterer strafpunktfreier Ritt. Doch dieser Ritt verhinderte Kenny Sieg: Goldstein und ihre Stute Lizziemary waren acht Hundertstelsekunden schneller als Darragh Kenny. Damit sicherte sich das für Israel startende Paar seinen zweiten Global Champions Tour-Sieg nach Cascais 2017.
|             | Reiter             | Pferd                    | 1. Umlauf | 1. Umlauf   | Stechen  | Stechen | Wertungs- punkte |
| Strafpunkte | Reiter             | Pferd                    | Zeit (s)  | Strafpunkte | Zeit (s) |         | Wertungs- punkte |
| ----------- | ------------------ | ------------------------ | --------- | ----------- | -------- | ------- | ---------------- |
| 1           | Danielle Goldstein | Lizziemary               | 0         | –           | 0        | 37,98   | 40               |
| 2           | Darragh Kenny      | Balou du Reventon        | 0         | –           | 0        | 38,06   | 37               |
| 3           | Jur Vrieling       | Glasgow van't Merelsnest | 0         | –           | 0        | 40,63   | 35               |

(Plätze eins bis drei von insgesamt 35 Teilnehmern)

### Madrid
Die vierte Etappe der Global Champions Tour / Global Champions League führte die Reiter nach Spanien: Austragungsort der Wertungsprüfungen war der 109. CSI von Madrid. Das traditionsreiche Turnier der spanischen Hauptstadt wurde vom 17. bis 19. Mai 2019 im Club de Campo Villa de Madrid ausgerichtet.
Global Champions League: Wie bereits in Shanghai, so war auch die erste Teilprüfung der Global Champions League von Madrid von Gegensätzen in den Ergebnissen geprägt. Sechs Mannschaften kamen ohne Fehler in das Ziel, eine weitere beendete diesen ersten Umlauf mit nur einem Zeitstrafpunkt. In Kontrast hierzu kamen fünf Teams auf 16 bzw. 17 Strafpunkte.
Auch nach der zweiten Teilprüfung blieb das Teilnehmerfeld an der Spitzen vom Ergebnis her eng zusammen. Sechs Mannschaften kamen auf vier oder weniger Strafpunkt, drei von ihnen blieben komplett fehlerfrei. Somit musste erneut die benötigte Zeit des zweiten Umlaufs entscheiden: Das Team Madrid in Motion, vertreten durch Eric van der Vleuten und seinen Sohn Maikel van der Vleuten zählte zu den langsamsten Mannschaften mit einer Zeit von zusammen 146,82 Sekunden und kam damit auf Rang drei. Mehr als zehn Sekunden schneller waren die Reiter und Pferde von New York Empire. Doch Martin Fuchs und Ben Maher für das Team der London Knights unterboten diese Zeit nochmals und gewannen damit die Etappe von Madrid.
|             | Team            | Reiter/Pferde                       | 1. Prüfung  | 2. Prüfung | 2. Prüfung  | Gesamt   | Gesamt | Wertungs- punkte |
| Strafpunkte | Team            | Reiter/Pferde                       | Strafpunkte | Zeit (s)   | Strafpunkte | Zeit (s) |        | Wertungs- punkte |
| ----------- | --------------- | ----------------------------------- | ----------- | ---------- | ----------- | -------- | ------ | ---------------- |
| 1           | London Knights  | Ben Maherd mit Explosion W          | 0           | 0          | 68,14       | 0        | 135,74 | 30               |
| 1           | London Knights  | Martin Fuchs mit Chica B Z          | 0           |            |             | 0        | 135,74 | 30               |
| 1           | London Knights  | Martin Fuchs mit Chaplin            |             | 0          | 67,60       | 0        | 135,74 | 30               |
| 2           | New York Empire | Spencer Smith mit Theodore Manciais | 0           | 0          | 67,21       | 0        | 136,65 | 25               |
| 2           | New York Empire | Scott Brash mit Shelby              | 0           |            |             | 0        | 136,65 | 25               |
| 2           | New York Empire | Scott Brash mit Jefferson           |             | 0          | 69,44       | 0        | 136,65 | 25               |

Global Champions Tour: Im Normalumlauf der GCT-Etappe von Madrid, deren Kurs vom spanischen Parcoursbauer Santiago Varela gestaltet wurde, war die erlaubte Zeit knapp gewählt. Sechs der 26 Reiter, die den Umlauf beendeten, erhielten Zeitstrafpunkte. 13 Paaren waren ohne Hindernisfehler geblieben, elf von ihnen gelang dies in der erlaubten Zeit.
Den Auftakt zum Stechen dieser elf machten die Sieger von Shanghai, Danielle Goldstein und Lizziemary. Erneut schnell und fehlerfrei, setzte sich Goldstein mit einer Zeit von 40,86 Sekunden in Führung. Noch etwas schneller und ebenso ohne Fehler war Bart Bles mit seinem Schimmel Gin D. Wieder zwei Ritte weiter wechselte die Führung erneut: Nachdem Maikel van der Vleuten einige Stunden zuvor mit Dana Blue in der Global Champions League noch eher langsam unterwegs gewesen war, griff er mit der Schimmelstute im Stechen der Global Champions Tour an. Er unterbot die Marke von 40 Sekunden. Doch auch dies sollte noch nicht der Siegesritt gewesen sein: Während Daniel Deußer mit Calisto Blue den langsamsten Null-Fehler-Stechritt zeigte (Rang fünf im Endergebnis), bewiesen Martin Fuchs und sein 12-jähriger Chaplin nochmals ihre Klasse. Nachdem sie zuvor bereits Rang zwei in der Einzelwertung der zweiten GCL-Teilprüfung belegt hatten, war auch ihre Zeit in diesem Stechen unschlagbar. Mit der schnellsten Zeit des Stechens sicherte sich Fuchs den Sieg in dieser Hauptprüfung des CSI von Madrid.
|             | Reiter                 | Pferd     | 1. Umlauf | 1. Umlauf   | Stechen  | Stechen | Wertungs- punkte |
| Strafpunkte | Reiter                 | Pferd     | Zeit (s)  | Strafpunkte | Zeit (s) |         | Wertungs- punkte |
| ----------- | ---------------------- | --------- | --------- | ----------- | -------- | ------- | ---------------- |
| 1           | Martin Fuchs           | Chaplin   | 0         | –           | 0        | 39,49   | 40               |
| 2           | Maikel van der Vleuten | Dana Blue | 0         | –           | 0        | 39,77   | 37               |
| 3           | Bart Bles              | Gin D     | 0         | –           | 0        | 40,11   | 35               |

(Plätze eins bis drei von insgesamt 34 Teilnehmern)

### Hamburg

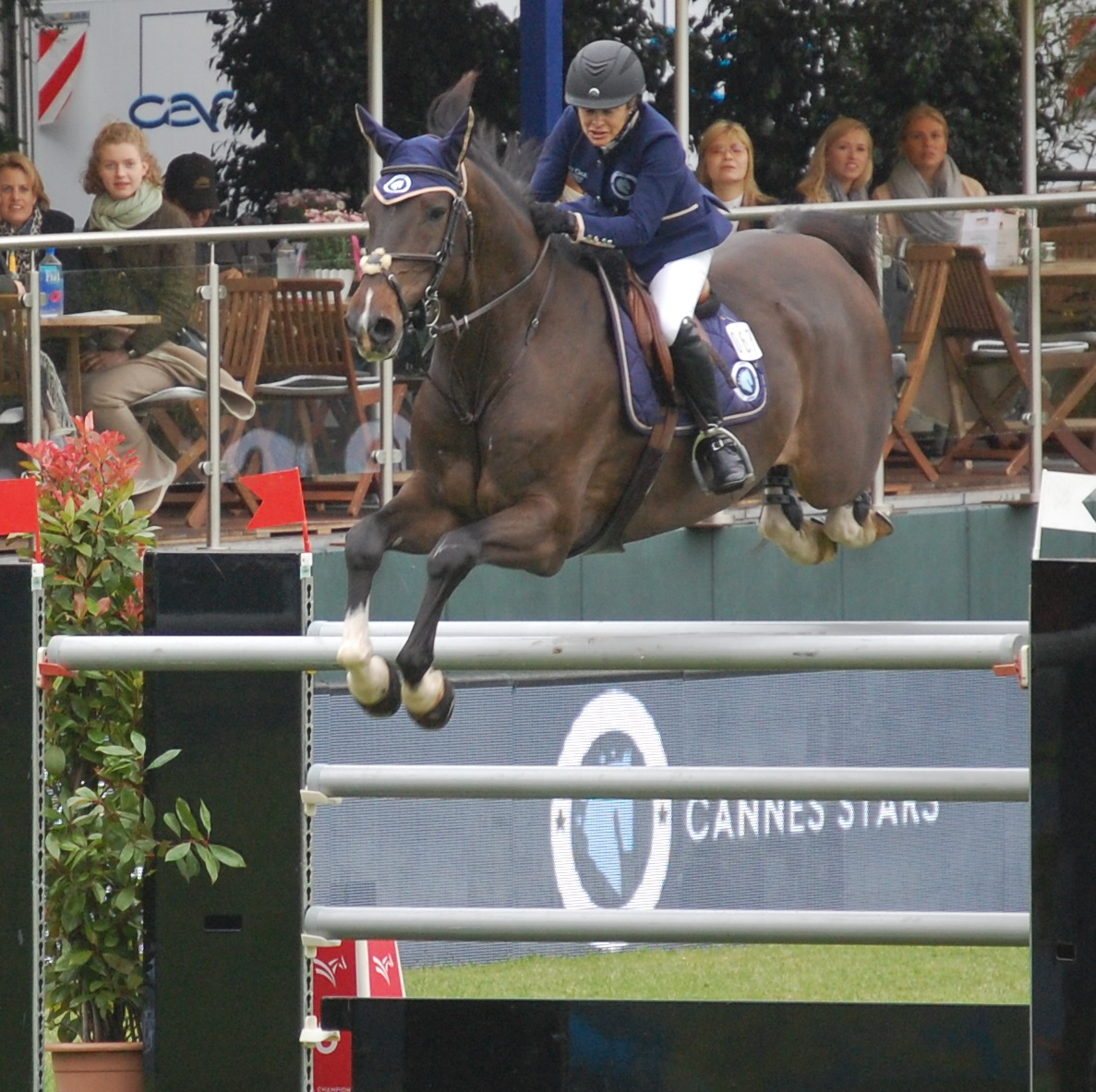
In beiden Springen der Global Champions League fehlerfrei: Margie Goldstein-Engle für die Cannes Stars

Bereits zum 12. Mal war Hamburg Austragungsort einer Etappe der Global Champions Tour. Das Deutsche Spring- und Dressurderby war das erste von zwei deutschen Turnieren der GCT/GCL in der Saison 2019. Es fand wie immer am Himmelfahrtswochenende, vom 29. Mai bis 2. Juni 2019, in Klein Flottbek statt.
Global Champions League: Im Vorjahr war die Ausschreibung des Championats von Hamburg, Hauptprüfung des Turnierdonnerstags und erste Teilprüfung gemäß Global-Champions-League-Reglement in eine Springprüfung nach Fehlern und Zeit ohne Stechen geändert worden. Da dies beim Publikum und dem übertragenden NDR Fernsehen nicht auf Zustimmung gestoßen war, wurde das Programm des Donnerstags im Jahr 2019 nochmals geändert: Das Championat von Hamburg am Nachmittag war nun wieder als Springprüfung mit Stechen ausgeschrieben.
Zusätzlich wurde am Vormittag/Mittag eine weitere Prüfung geschaffen, die nun als erste Teilprüfung für die Global Champions League diente. Das Ergebnis in dieser Prüfung war deutlich ausgewogener als in den beiden GCL-Etappen zuvor. Acht Mannschaften kamen auf vier oder weniger Strafpunkte, die Teams New York Empire und Miami Celtics blieben strafpunktfrei. Die zweite Teilprüfung am Samstag verlief weniger erfolgreich für Hans-Dieter Dreher (vier Strafpunkte) und Scott Brash (acht Strafpunkte) von New York Empire, die Mannschaft rutschte auf Rang neun ab. Die Miami Celtics erhielten in der zweiten Prüfung vier Strafpunkte. Damit waren sie am Ende punktgleich mit den St Tropez Pirates an der Spitze des Feldes. Doch die St Tropez Pirates, vertreten durch Olivier Robert und Pieter Devos, kamen auf die bessere Zeit in der zweiten Teilprüfung und sicherten sich damit den Sieg.
|             | Team              | Reiter/Pferde                             | 1. Prüfung  | 2. Prüfung | 2. Prüfung  | Gesamt   | Gesamt | Wertungs- punkte |
| Strafpunkte | Team              | Reiter/Pferde                             | Strafpunkte | Zeit (s)   | Strafpunkte | Zeit (s) |        | Wertungs- punkte |
| ----------- | ----------------- | ----------------------------------------- | ----------- | ---------- | ----------- | -------- | ------ | ---------------- |
| 1           | St Tropez Pirates | Olivier Robert mit Vivaldi Des Meneaux    | 0           | 0          | 80,83       | 4        | 161,08 | 30               |
| 1           | St Tropez Pirates | Pieter Devos mit Claire Z                 | 0           | 0          | 80,25       | 4        | 161,08 | 30               |
| 2           | Miami Celtics     | William Whitaker mit Cadeau de Muze       | 0           | 4          | 82,06       | 4        | 165,92 | 25               |
| 2           | Miami Celtics     | Shane Breen mit Ipswich van de Wolfsakker | 0           | 0          | 83,86       | 4        | 165,92 | 25               |

Global Champions Tour: Der von Frank Rothenberger erbaute Kurs des ersten Umlaufs des Großen Preises von Hamburg erwies sich auch für das hochklassige Starterfeld als anspruchsvoll. Während ein zugig angelegter Ritt schnell zu Hindernisfehlern verleitete, führte ein mehr auf Fehlerfreiheit besonnener Ritt schnell zu Zeitstrafpunkten. So hatten von den 26 Reitern, die den Kurs beendeten, nur sechs Zeitstrafpunkte. Hiervon entfiel die Hälfte (also drei) jedoch auf Reiter, die den Parcours ansonsten ohne Fehler überwunden hatten. Somit kam ein mit nur vier fehlerfrei gebliebenen Paaren ein recht kleines Stechen zustande.
Im Stechen musste Peder Fredricson mit seinem 13-jährigen Wallach All In vorlegen. Doch anders als im mit 122.000 Euro dotierten Championat am Donnerstag (das sie gewannen) ritt das Paar im Stechen des Großen Preises nicht auf volles Risiko. Somit hielt die Führung ihres fehlerfreien Rittes auch nur bis zum nächsten Starter: Daniel Deußer war mit seiner 10-jährigen Schimmelstute Jasmien v. Bisschop vier Sekunden schneller im Ziel, auch er blieb ohne Fehler. Während Philipp Weishaupt mit Che Fantastica zwei Hindernisfehler im Stechen unterliefen, griff Nayel Nassar Deußers Führung an. Der in Nordamerika lebende Ägypter, der im halben Jahr zuvor bereits den 5*-Grand Prix von New York-Uniondale und mehrere Weltcupspringen gewonnen hatte, beendete mit dem 13-jährigen Lucifer V das Stechen ohne Fehler. Auch er war deutlich schneller als Fredricson, doch an die Zeit des Führenden kam er nicht heran. Damit ging der Sieg im Großen Preis von Hamburg erstmals an Daniel Deußer.
|             | Reiter           | Pferd               | 1. Umlauf | 1. Umlauf   | Stechen  | Stechen | Wertungs- punkte |
| Strafpunkte | Reiter           | Pferd               | Zeit (s)  | Strafpunkte | Zeit (s) |         | Wertungs- punkte |
| ----------- | ---------------- | ------------------- | --------- | ----------- | -------- | ------- | ---------------- |
| 1           | Daniel Deußer    | Jasmien v. Bisschop | 0         | –           | 0        | 45,95   | 40               |
| 2           | Nayel Nassar     | Lucifer V           | 0         | –           | 0        | 46,18   | 37               |
| 3           | Peder Fredricson | All In              | 0         | –           | 0        | 49,98   | 35               |

(Plätze eins bis drei von insgesamt 33 Teilnehmern)

### Cannes
Im Jahr 2019 machte Cannes den Auftakt der GCT/CGL-Turniere Frankreichs. Das Turnier Jumping Cannes fand vom 6. bis zum 8. Juni 2019 statt. Das östlich des Stadtzentrums gelegene Fußballstadion Stade des Hespérides, welches sich in unmittelbarer Nähe zum Boulevard de la Croisette befindet, diente als Austragungsort.
Global Champions League: Die erste Teilprüfung der Global Champions League von Cannes wurde am Abend des Turnierdonnerstags ausgerichtet. Die Teilprüfung lieferte ein sehr durchmischtes Ergebnis: Die Hälfte der Teams kam auf 12 oder mehr Strafpunkte, während sechs Mannschaften auf vier oder weniger Strafpunkte kamen. Die Teams New York Empire und Madrid in Motion beendeten die Prüfung ohne Fehler.
In der zweiten Teilprüfung am Samstag kam das drittbeste Ergebnis von den St Tropez Pirates: Nach 12 Strafpunkten in der ersten Prüfung blieben Edwina Tops-Alexander und Pieter Devos ohne Hindernisfehler, Edwina Tops-Alexander hatte lediglich einen Zeitstrafpunkt. Mit nun 13 Strafpunkten reihten sie sich auf Rang fünf ein. Das bisher stärkste Team der Saison, die Shanghai Swans (hier vertreten durch Peder Fredricson und Daniel Deußer) hatte in der ersten Prüfung zwei Hindernisfehler hinnehmen müssen. In der zweiten Teilprüfung blieben sie ohne Fehler, was ihnen den dritten Rang einbrachte. Ebenso mit zusammen acht Strafpunkten, aber mit einer etwa eine Sekunde schnellerer Zeit kamen die Miami Celtics auf den zweiten Rang. Als einzige Mannschaft, die in Cannes keinen einzigen Fehler hatten, gewannen Eric van der Vleuten und sein Sohn Maikel van der Vleuten für Madrid in Motion die Global-Champions-League-Etappe.
|             | Team             | Reiter/Pferde                             | 1. Prüfung  | 2. Prüfung | 2. Prüfung  | Gesamt   | Gesamt | Wertungs- punkte |
| Strafpunkte | Team             | Reiter/Pferde                             | Strafpunkte | Zeit (s)   | Strafpunkte | Zeit (s) |        | Wertungs- punkte |
| ----------- | ---------------- | ----------------------------------------- | ----------- | ---------- | ----------- | -------- | ------ | ---------------- |
| 1           | Madrid in Motion | Eric van der Vleuten mit Wunschkind       | 0           | 0          | 77,58       | 0        | 156,33 | 30               |
| 1           | Madrid in Motion | Maikel van der Vleuten mit Verdi          | 0           | 0          | 78,75       | 0        | 156,33 | 30               |
| 2           | Miami Celtics    | Harry Charles mit Quantum Cruise          | 0           | 0          | 76,91       | 4        | 153,80 | 25               |
| 2           | Miami Celtics    | Jessica Springsteen mit Zecilie           | 4           |            |             | 4        | 153,80 | 25               |
| 2           | Miami Celtics    | Shane Breen mit Ipswich van de Wolfsakker |             | 4          | 76,89       | 4        | 153,80 | 25               |

Global Champions Tour: Der Große Preis, die GCT-Etappe von Cannes, startete spät: Das erste Paar ging um 21:30 Uhr an den Start, so dass die Prüfung komplett unter Flutlicht stattfand. Bereits dem vierten Reiter, Bassem Mohammed, gelang der Einzug in das Stechen. Neun weiteren Reiter glückte mit ihren Pferden dank fehlerfreiem Ritt die Qualifikation für das Stechen. Der Stechparcours orientierte sich stark am Kurs des Normalumlaufs, lediglich die letzten Hindernisse waren andersherum als im Normalumlauf anzureiten (Stechkurs: Hindernisse 2, 3, 5, 6A, 6B, 15 (vormals 10B) und 16 (vormals 8, nun zu einem Steilsprung umgebaut)).
Bassem Mohammed versuchte mit seinem 13-jährigen Gunder ein hohes Tempo vorzulegen, doch nach 35,47 Sekunden kam er mit zwei Hindernisfehlern in das Ziel. Besser lief es für Shane Breen: Sechs Tage nach seinem zweiten Platz beim Deutschen Spring-Derby war er mit Ipswich van de Wolfsakker der erste fehlerfreie Reiter im Stechen der GCT-Etappe von Cannes. Seine Führung mit einer deutlich langsameren Zeit von 38,10 Sekunden hielt zwei Ritte lang. Abgelöst wurde er von Daniel Deußer und dessen 12-jährigen Chacco Blue-Sohn Calisto Blue, der weniger als 36 Sekunden für den Stechparcours benötigte. Während Pieter Devos, bisher Zweiter in der GCT-Gesamtwertung hinter Deußer, mit einer Zeit von 37,39 Sekunden auch in Cannes hinter Deußer blieb (Platz vier im Endergebnis), konnte Niels Bruynseels die bisher schnellsten Zeiten nochmals unterbieten. Mit seiner belgischen Stute Gancia de Muze benötigte er weniger als 35 Sekunden für den von Grégory Bodo konzipierten Kurs. Scott Brash versuchte als letzter Starter die Zeit mit seinem 10-jährigen Wallach Mr President nochmals anzugreifen, doch er blieb gut eine Sekunde langsamer und kam damit auf Rang zwei.
|             | Reiter           | Pferd          | 1. Umlauf | 1. Umlauf   | Stechen  | Stechen | Wertungs- punkte |
| Strafpunkte | Reiter           | Pferd          | Zeit (s)  | Strafpunkte | Zeit (s) |         | Wertungs- punkte |
| ----------- | ---------------- | -------------- | --------- | ----------- | -------- | ------- | ---------------- |
| 1           | Niels Bruynseels | Gancia de Muze | 0         | –           | 0        | 34,69   | 40               |
| 2           | Scott Brash      | Mr President   | 0         | –           | 0        | 35,66   | 37               |
| 3           | Daniel Deußer    | Calisto Blue   | 0         | –           | 0        | 35,97   | 35               |

(Plätze eins bis drei von insgesamt 33 Teilnehmern)

### Stockholm
Im Sommer 2019 machte die Global Champions Tour erstmals auch in Skandinavien Station: 13. bis 16. Juni 2019 fand das Wertungsturnier, die Stockholm Horse Week, statt. Austragungsort des Turniers war das Olympiastadion Stockholm, welches etwa hälftig in Turnierplatz und Abreiteplatz geteilt wurde. Das Turnierprogramm in Stockholm zählte zu den umfangreichsten der GCT-/GCL-Turniere, mit internationalen Dressurprüfungen für U25- und Grand-Prix-Reiter sowie weiteren Springprüfungen für schwedische Reiter und U25-Springreiter.
Global Champions League: Bestes Team im ersten Umlauf der GCL-Premiere von Stockholm war New York Empire (ohne Strafpunkte). Die London Knights folgten als einzige Mannschaft mit nur einem Zeitstrafpunkt. In der zweiten Teilprüfung brachte Daniel Bluman als erster Reiter für New York Empire den 10-jährigen Wallach Entano an den Start. Ihr gemeinsamer Ritt verlief deutlich schlechter als erhofft, mit zwölf Strafpunkten verlor die Mannschaft die Führung und den Anschluss zu den vorderen Plätzen. Scott Brashs fehlerfreier Ritt sorgte dafür, dass New York Empire immerhin noch Rang sechs erreichen konnte. Während sich die Berlin Eagles dank eines schnellen Rittes von Malin Baryard-Johnsson den zweiten Platz vor den strafpunktgleichen Reitern von Madrid in Motion sichern konnten, glückte den London Knights der Gewinn der Etappe von Stockholm. Ohne weitere Fehler kam das Team auf nur einen Zeitstrafpunkt.
|             | Team           | Reiter/Pferde                              | 1. Prüfung  | 2. Prüfung | 2. Prüfung  | Gesamt   | Gesamt | Wertungs- punkte |
| Strafpunkte | Team           | Reiter/Pferde                              | Strafpunkte | Zeit (s)   | Strafpunkte | Zeit (s) |        | Wertungs- punkte |
| ----------- | -------------- | ------------------------------------------ | ----------- | ---------- | ----------- | -------- | ------ | ---------------- |
| 1           | London Knights | Emily Moffitt mit Winning Good             | 1           | 0          | 80,85       | 1        | 160,69 | 30               |
| 1           | London Knights | Ben Maher mit Concona                      | 0           | 0          | 79,84       | 1        | 160,69 | 30               |
| 2           | Berlin Eagles  | Malin Baryard-Johnsson mit Indiana         | 0           | 0          | 75,42       | 8        | 153,07 | 25               |
| 2           | Berlin Eagles  | Lorenzo de Luca mit Ensor de Litrange LXII | 4           |            |             | 8        | 153,07 | 25               |
| 2           | Berlin Eagles  | Ludger Beerbaum mit Casello                |             | 4          | 77,65       | 8        | 153,07 | 25               |

Global Champions Tour: Zur Premiere war die GCT-Wertungsprüfung in Stockholm mit 340.000 Euro dotiert. Von 33 Paaren, die an den Start gegangen waren, sicherten sich zehn Reiter mit ihren Pferden einen Startplatz im Stechen. Im Stechen legte Jos Verlooy mit seinem Schimmel Caracas bereits mit einer guten Leistung vor: Ohne Fehler benötigte er nur 36,82 Sekunden für den Stechparcours. Leopold van Asten als nächster Reiter blieb zwar ebenso ohne Strafpunkte, benötigte aber gut eine halbe Sekunde länger für den Kurs. Es dauerte bis zum achten Reiter im Stechen, als mit Frank Schuttert und Lyonel D wieder ein Starterpaar nah an das Ergebnis von Verlooy herankam (ohne Strafpunkte in 36,90 Sekunden).
Zum Ende des Stechens hatten gleich zwei Schweden die Chance auf den Sieg: Zunächst Malin Baryard-Johnsson, die mit ihrer quirligen Stute Indiana Jos Verlooys Zeit nochmals um 1,5 Sekunden unterbieten konnte. Nach ihr kam Peder Fredricson in den Parcours und griff mit All In an. Ihm gelang es nochmals schneller zu sein, auch zum letzten Hindernis ging er volles Risiko. Dies machte sich bezahlt, alle Stangen blieben liegen – Fredricson war damit der Sieger des GCT-Grand Prix.
|             | Reiter                 | Pferd   | 1. Umlauf | 1. Umlauf   | Stechen  | Stechen | Wertungs- punkte |
| Strafpunkte | Reiter                 | Pferd   | Zeit (s)  | Strafpunkte | Zeit (s) |         | Wertungs- punkte |
| ----------- | ---------------------- | ------- | --------- | ----------- | -------- | ------- | ---------------- |
| 1           | Peder Fredricson       | All In  | 0         | –           | 0        | 33,95   | 40               |
| 2           | Malin Baryard-Johnsson | Indiana | 0         | –           | 0        | 35,36   | 37               |
| 3           | Jos Verlooy            | Caracas | 0         | –           | 0        | 36,82   | 35               |

(Plätze eins bis drei von insgesamt 33 Teilnehmern)

### Cascais
Portugals Etappe der Global Champions Tour fand in Cascais, etwa 25 km westlich von Lissabon gelegen, statt. Austragungsort des CSI 5*-Turniers war das Hipódromo Manuel Possolo. Das Turnier dauerte vom 20. bis 22. Juni 2018 an, wobei pro Tag jeweils zwei Prüfungen von 18:15 Uhr bis in die Nacht hinein ausgerichtet wurden.
Global Champions League: In der Hauptprüfung des ersten Turniertages, der ersten Teilprüfung der GCL, blieben gleich fünf Teams ohne Springfehler: Die Monaco Aces, Valkenswaard United, die Paris Panthers, London Knights und die Prague Lions. Während die drei erstgenannten Mannschaften komplett fehlerfrei blieben, verzeichneten die Prague Lions einen Zeitstrafpunkt aufgrund der Zeitüberschreitung ihres Reiters Wilm Vermeir.
In der zweiten Teilprüfung zwei Tage später sammelten Valkenswaard United, die Paris Panthers und die Monaco Aces jeweils vier Strafpunkte. Zu dieser Gruppe gesellte sich das Team Madrid in Motion hinzu, welches ausschließlich vier Strafpunkte aus der ersten Teilprüfung erhalten hatte. Somit musste die benötigte Zeit entscheiden, und hier war die Reihung eindeutig: Während Marcus Ehning und Bertram Allen für Valkenswaard United nur 141,73 Sekunden benötigt hatte, kamen die drei anderen Mannschaften dieser Gruppe auf Zeiten von deutlich über 150 Sekunden. Mit ähnlich schnellen Zeiten unterwegs wie Valkenswaard United und dabei in beiden Prüfungen ohne jeden Fehler ging der Sieg klar an Ben Maher und Martin Fuchs für die Mannschaft der London Knights.
|             | Team                | Reiter/Pferde                    | 1. Prüfung  | 2. Prüfung | 2. Prüfung  | Gesamt   | Gesamt | Wertungs- punkte |
| Strafpunkte | Team                | Reiter/Pferde                    | Strafpunkte | Zeit (s)   | Strafpunkte | Zeit (s) |        | Wertungs- punkte |
| ----------- | ------------------- | -------------------------------- | ----------- | ---------- | ----------- | -------- | ------ | ---------------- |
| 1           | London Knights      | Ben Maher mit Explosion W        | 0           | 0          | 72,15       | 0        | 142,13 | 30               |
| 1           | London Knights      | Martin Fuchs mit Chica B Z       | 0           |            |             | 0        | 142,13 | 30               |
| 1           | London Knights      | Martin Fuchs mit Chaplin         |             | 0          | 69,98       | 0        | 142,13 | 30               |
| 2           | Valkenswaard United | Marcus Ehning mit Comme il faut  |             | 0          | 70,57       | 4        | 141,73 | 25               |
| 2           | Valkenswaard United | Bertram Allen mit Molly Malone V | 0           | 4          | 71,16       | 4        | 141,73 | 25               |
| 2           | Valkenswaard United | Marcus Ehning mit Funky Fred     | 0           |            |             | 4        | 141,73 | 25               |

Global Champions Tour: Der GCT-Grand Prix von Cascais wurde am letzten Tag ab 21:30 Uhr und somit unter Flutlicht durchgeführt. Mit elf fehlerfreien Ritten im ersten Umlauf ergab sich hier ein umfangreiches Starterfeld im Stechen. Dem ersten Teilnehmer im Stechen, Christian Ahlmann, unterlief mit Clintrexo Z ein Hindernisfehler. Doch seine benötigte Zeit von 37,54 Sekunden war, wie sich im weiteren Verlauf zeigte, sehr schnell. Der erste Null-Fehler-Ritt im Stechen kam von Darragh Kenny, er stellte in Cascais den 11-jährigen Wallach Important de Muze vor. Seine Führung hielt fünf Ritte lang. Neuer Führender wurde Ben Maher, der nochmals eine halbe Sekunde schneller als Kenny war (aber eine halbe Sekunde langsamer als Ahlmann).
Zwischen Maher und Kenny schob sich Michael Duffy, der den irischen Hengst Touch the Stars ritt. Nach Duffy ging Marcus Ehning an den Start. Wie bei seinem Landsmann Ahlmann fiel auch mit Ehning eine Stange, doch seine Zeit war mit weiterem Abstand die schnellste des Stechens. Mit vier Strafpunkten in 36,21 Sekunden kam Ehning am Ende auf Rang sieben. Letzter Starter war Martin Fuchs. Fuchs zählte zu den Wenigstartern in der Global Champions Tour, doch seine wenigen Starts nutze er effektiv: Im Stechen von Cascais blieb er ohne Fehler, seine Zeit von 37,64 Sekunden brachte ihm den Sieg. Damit konnte Martin Fuchs bei seinem dritten GCT-Grand Prix-Start im Jahr 2019 bereits seinen zweiten Sieg verbuchen.
|             | Reiter        | Pferd           | 1. Umlauf | 1. Umlauf   | Stechen  | Stechen | Wertungs- punkte |
| Strafpunkte | Reiter        | Pferd           | Zeit (s)  | Strafpunkte | Zeit (s) |         | Wertungs- punkte |
| ----------- | ------------- | --------------- | --------- | ----------- | -------- | ------- | ---------------- |
| 1           | Martin Fuchs  | Chaplin         | 0         | –           | 0        | 37,64   | 40               |
| 2           | Ben Maher     | Explosion W     | 0         | –           | 0        | 38,09   | 37               |
| 3           | Michael Duffy | Touch the Stars | 0         | –           | 0        | 38,58   | 35               |

(Plätze eins bis drei von insgesamt 34 Teilnehmern)

### Monaco
Der Stadtstaat Monaco war am letzten Juniwochenende, vom 27. bis 29. Juni 2019, Austragungsort des Turniers Jumping International de Monte Carlo. Durchgeführt wurde das Turnier, welches auch eine GCT-/GCL-Etappe umfasste, auf einem für die Veranstaltung aufgeschütteten Sandplatz am Ufer des Boulevard Albert 1er am Port Hercule.
Global Champions League: Bereits nach der ersten Teilprüfung der GCL von Monaco hatten sich die Scandinavian Vikings eine komfortable Führung herausgearbeitet. Als einziges Team blieben sie ohne Fehler. Einzig die Monaco Aces hielten sich bei ihrer „Heimetappe“ mit vier Strafpunkten in Schlagdistanz. Alle übrigen Mannschaften kamen auf sechs oder mehr Strafpunkte.
Im zweiten Umlauf unterlief Julien Epaillard von den Monaco Aces ein Hindernisfehler, dennoch konnten sie Rang zwei halten. Nachdem Evelina Tovek für die Scandinavian Vikings erneut fehlerfrei geblieben war, konnte ihr Teamkollege ohne großen Druck antreten: Geir Gulliksen erlaubte sich mit dem 13-jährigen Wallach Quatro einen Zeitstrafpunkt. Damit gewannen die Scandinavian Vikings mit sieben Strafpunkten Vorsprung in Monaco.
|             | Team                 | Reiter/Pferde                                      | 1. Prüfung  | 2. Prüfung | 2. Prüfung  | Gesamt   | Gesamt | Wertungs- punkte |
| Strafpunkte | Team                 | Reiter/Pferde                                      | Strafpunkte | Zeit (s)   | Strafpunkte | Zeit (s) |        | Wertungs- punkte |
| ----------- | -------------------- | -------------------------------------------------- | ----------- | ---------- | ----------- | -------- | ------ | ---------------- |
| 1           | Scandinavian Vikings | Evelina Tovek mit Winnetou de la Hamente Z         | 0           |            |             | 1        | 133,16 | 30               |
| 1           | Scandinavian Vikings | Evelina Tovek mit Dalila de la Pomme               |             | 0          | 63,25       | 1        | 133,16 | 30               |
| 1           | Scandinavian Vikings | Geir Gulliksen mit Quatro                          | 0           | 1          | 69,91       | 1        | 133,16 | 30               |
| 2           | Monaco Aces          | Laura Kraut mit Curious George                     | 0           | 0          | 68,56       | 8        | 130,54 | 25               |
| 2           | Monaco Aces          | Marlon Modolo Zanotelli mit Koddac van het Indihof | 4           |            |             | 8        | 130,54 | 25               |
| 2           | Monaco Aces          | Julien Epaillard mit Usual Suspect d'Auge          |             | 4          | 61,98       | 8        | 130,54 | 25               |

Global Champions Tour: Der Normalumlauf der GCT-Wertungsprüfung von Monaco, dem Grand Prix des Fürsten von Monaco, verzeichnete ein sehr durchwachsenes Ergebnis: Zehn Reiter hatten nach fehlerfreiem Ritt die Möglichkeit im Stechen anzutreten. Hingegen kamen acht der 35 Starter auf über 15 Strafpunkte oder verzichteten vorzeitig auf die Beendigung des Parcours. Das Vorjahressiegerpaar, Shane Breen und Ipswich van de Wolfsakker, verpassten als einzige mit nur einem Zeitstrafpunkt das Stechen.
Den Auftakt zum Stechen machte Paul Estermann, der mit dem 13-jährigen Lord Pepsi jedoch mit einem Springfehler in das Ziel kam. Anders Julien Epaillard: Als zweiter Starter beendete er mit Usual Suspect d'Auge den Stechkurs fehlerfrei – und dies in einer Zeit, die sich als schwer zu schlagen erwies. Während Olivier Robert und Wilm Vermeir jeweils Fehler unterliefen, entschieden sich die nächsten zwei Starter bewusst für eine langsame Runde, die jedoch bei beiden ohne Fehler blieb: Lucia Le Jeune Vizzini kam mit Filou de Muze am Ende auf Rang sechs, Christian Kukuk als einziger deutscher Starter war mit Limonchello etwas schneller im Ziel und schloss die Prüfung auf Rang fünf ab.
Der Sieger des Großen Preises von 2014, Bassem Mohammed, hatte gute Chancen, erneut in Monaco siegreich zu sein. Mit Gunder war er vier Zehntelsekunden schneller als Epaillard und setzte sich vorläufig in Führung. Doch diese Hoffnung hielt nur einen Ritt: Maikel van der Vleuten, der im Monaco den erst 9-jährigen Beauville Z ritt, kam nochmals Bruchteile einer Sekunde schneller und fehlerfrei in das Ziel. Henrik von Eckermann und Kevin Staut konnten an dieser Führung nichts mehr ändern, Maikel van der Vleuten gewann den Großen Preis.
|             | Reiter                 | Pferd                | 1. Umlauf | 1. Umlauf   | Stechen  | Stechen | Wertungs- punkte |
| Strafpunkte | Reiter                 | Pferd                | Zeit (s)  | Strafpunkte | Zeit (s) |         | Wertungs- punkte |
| ----------- | ---------------------- | -------------------- | --------- | ----------- | -------- | ------- | ---------------- |
| 1           | Maikel van der Vleuten | Beauville Z          | 0         | –           | 0        | 33,06   | 40               |
| 2           | Bassem Hassan Mohammed | Gunder               | 0         | –           | 0        | 33,12   | 37               |
| 3           | Julien Epaillard       | Usual Suspect d'Auge | 0         | –           | 0        | 33,52   | 35               |

(Plätze eins bis drei von insgesamt 35 Teilnehmern)

### Paris
Vom 5. bis 7. Juli 2019 wurde das Turnier Paris Eiffel Jumping durchgeführt. Es fand im Zentrum von Paris statt. Der Turnierplatz befand sich auf dem Marsfeld vor der École militaire und damit in Sichtweite zum Eiffelturm.
Global Champions League: In Paris blieben in der ersten Teilprüfung drei Mannschaften ohne Fehler: Die St Tropez Pirates, die Miami Celtics und das Team Prague Lions. Die Reiter der Prague Lions, Marc Houtzager und Niels Bruynseels, sammelten in der zweiten Prüfung fünf Strafpunkte und kamen damit auf Rang vier. Vor sie schoben sich mit nur fünf Strafpunkten aus der ersten Prüfung und deutlich schnelleren Zeiten die Shanghai Swans, in der zweiten Prüfung ein weiteres Mal vertreten durch Daniel Deußer und Peder Fredricson. Edwina Tops-Alexander, für die die GCL/CGT-Saison weiterhin nicht wie gewünscht verlief, unterlief mit Veronese Teamjoy ein Springfehler. Dennoch reichte es für die St Tropez Pirates mit insgesamt nur diesen vier Strafpunkten für Rang zwei. Jessica Springsteen und Shane Breen waren für die Miami Celtics vor den St Tropez Pirates an den Start gegangen. Sie legten ihre Runden in der zweiten Teilprüfung mit ruhigerem Tempo an. Zwar erhielten beide je einen Zeitstrafpunkt, doch mit insgesamt nur zwei Strafpunkten gewannen sie die GCL-Etappe von Paris.
|             | Team              | Reiter/Pferde                              | 1. Prüfung  | 2. Prüfung | 2. Prüfung  | Gesamt   | Gesamt | Wertungs- punkte |
| Strafpunkte | Team              | Reiter/Pferde                              | Strafpunkte | Zeit (s)   | Strafpunkte | Zeit (s) |        | Wertungs- punkte |
| ----------- | ----------------- | ------------------------------------------ | ----------- | ---------- | ----------- | -------- | ------ | ---------------- |
| 1           | Miami Celtics     | Jessica Springsteen mit Zecilie            | 0           | 1          | 75,77       | 1        | 147,87 | 30               |
| 1           | Miami Celtics     | Shane Breen mit Ipswich van de Wolfsakker  | 0           | 1          | 72,10       | 1        | 147,87 | 30               |
| 2           | St Tropez Pirates | Edwina Tops-Alexander mit Veronese Teamjoy | 0           | 4          | 71,63       | 4        | 143,07 | 25               |
| 2           | St Tropez Pirates | Pieter Devos mit Claire Z                  | 0           |            |             | 4        | 143,07 | 25               |
| 2           | St Tropez Pirates | Pieter Devos mit Espoir                    |             | 0          | 71,44       | 4        | 143,07 | 25               |

Global Champions Tour: Die erlaubte Zeit im Normalumlauf des GCT-Grand Prix von Paris war äußerst eng gewählt, zunächst war eine Zeit von 70 Sekunden vorgegeben. Nach drei Ritten wurde die erlaubte Zeit auf 72 Sekunden erhöht. Auch wenn es bei seiner Zeit von 73,03 Sekunden bei einem Zeitstrafpunkt blieb, war der Freude von Emil Hallundbæk berechtigt: Als zweiter Reiter gestartete, blieb er mit seinem Ergebnis bis zum 15. Ritt in Führung. Erst kurz vor Erreichen der Hälfte des Starterfeldes war es schließlich Marc Houtzager, der mit seinem 12-jährigen Wallach Calimero ohne Fehler blieb. Damit schien „der Knoten geplatzt“ zu sein, gleich drei Starterpaare in Folge blieben strafpunktfrei. Insgesamt gab es sieben Nullrunden.
Marc Houtzager und auch dem zweiten Starter, Shane Breen, unterliefen im Stechen Hindernisfehler. Dies blieben die letzten Fehler in diesem Stechen. Die 24-jährige Niederländerin Kim Emmen hatte im Normalumlauf mit dem großrahmigen Hengst Delvaux die schnellste Zeit aller Null-Fehler-Ritte benötigt (68,94 Sekunden). Der mit engeren Wendungen ausgestattete Stechkurs kam ihrem Pferd weniger entgegen, dennoch blieb sie in 39,84 Sekunden fehlerfrei. Celine Schoonbroodt-de Azevedo war mit Cheppetta gleich drei Sekunden fehlerfrei. Unter den letzten drei Startern waren gleich zwei französische Teilnehmer. Pénélope Leprevost brachte den 9-jährigen Hengst Excalibur de la Tour Vidal an den Start, der hier seinen ersten Großen Preis über 1,60 Meter Höhe ging. Daran angepasst benötigte sie ebenfalls eine Zeit von über 39 Sekunden. Christian Ahlmann ritt seinen Taloubet Z-Sohn Take a chance on me Z. Ihm gelang der Stechritt fast optimal, nach 35,60 Sekunden kam er in das Ziel. Die letzte französische Chance war der Schlussreiter Kevin Staut. Doch auch er griff mit seinem 10-jährigen Wallach nicht voll an und reihte sich am Ende auf Rang drei ein.
|             | Reiter                         | Pferd                 | 1. Umlauf | 1. Umlauf   | Stechen  | Stechen | Wertungs- punkte |
| Strafpunkte | Reiter                         | Pferd                 | Zeit (s)  | Strafpunkte | Zeit (s) |         | Wertungs- punkte |
| ----------- | ------------------------------ | --------------------- | --------- | ----------- | -------- | ------- | ---------------- |
| 1           | Christian Ahlmann              | Take a chance on me Z | 0         | –           | 0        | 35,60   | 40               |
| 2           | Celine Schoonbroodt-de Azevedo | Cheppetta             | 0         | –           | 0        | 36,82   | 37               |
| 3           | Kevin Staut                    | Calevo                | 0         | –           | 0        | 37,25   | 35               |

(Plätze eins bis drei von insgesamt 34 Teilnehmern)

### Chantilly
Am Wochenende nach der Etappe von Paris stand nur 50 Kilometer weiter nördlich die nächste Station der beiden Turnierserien an. Auf dem Gelände der Rennbahn am Rande des Schlosses von Chantilly wurde das CSI 5* -Turnier von Chantilly ausgerichtet. Der Auftakt zum Turnier erfolgte am 11. Juli 2019, letzter Turniertag war der 14. Juli 2019.
Global Champions League: Am Turnierfreitag stand die erste Teilprüfung der GCL an. In dieser blieben zwei Teams ohne Fehler, die Berlin Eagles und die Miami Celtics. Die zweite Teilprüfung am Samstag hingegen verlief unglücklich für die Miami Celtics: William Whitakers Pferd Cadeau de Muze verweigerte am vorletzten Hindernis. Ergänzt um daraus resultierende Zeitstrafpunkte kam das Team insgesamt auf sieben Strafpunkte. Damit fiel es auf Rang vier zurück.
Auf Rang zwei kamen Valkenswaard United, dank schneller Ritte von Marcus Ehning und Bertram Allen kamen die Mannschaft auf vier Strafpunkte in 136,64 Sekunden. Das gleiche Strafpunktergebnis (ebenso nur Strafpunkte aus dem ersten Umlauf) kamen die London Knights. Doch die Zeiten von Ben Maher und insbesondere Emily Moffitt waren langsamer, so dass das Team auf zusammen 146,87 Sekunden und damit auf Rang drei kam. Der Sieg mit vier fehlerfreien Ritten ging an Ludger Beerbaum und seinen angestellten Bereiter Christian Kukuk von den Berlin Eagles.
|             | Team                | Reiter/Pferde                             | 1. Prüfung  | 2. Prüfung | 2. Prüfung  | Gesamt   | Gesamt | Wertungs- punkte |
| Strafpunkte | Team                | Reiter/Pferde                             | Strafpunkte | Zeit (s)   | Strafpunkte | Zeit (s) |        | Wertungs- punkte |
| ----------- | ------------------- | ----------------------------------------- | ----------- | ---------- | ----------- | -------- | ------ | ---------------- |
| 1           | Berlin Eagles       | Christian Kukuk mit Limonchello           | 0           | 0          | 74,51       | 0        | 149,43 | 30               |
| 1           | Berlin Eagles       | Ludger Beerbaum mit Cool Feeling          | 0           | 0          | 74,92       | 0        | 149,43 | 30               |
| 2           | Valkenswaard United | Marcus Ehning mit Comme il faut           | 4           | 0          | 68,18       | 4        | 136,64 | 25               |
| 2           | Valkenswaard United | Bertram Allen mit Molly Malone V          | 0           |            |             | 4        | 136,64 | 25               |
| 2           | Valkenswaard United | Bertram Allen mit Harley van den Bisschop |             | 0          | 68,46       | 4        | 136,64 | 25               |

Global Champions Tour: Beim Turnierplatz von Chantilly handelt es sich um einen großflächigen Rasenplatz. Der Parcours des Normalumlaufs des Großen Preises war dementsprechend mit langen, meist gebogenen Linien und wenigen Wendungen gestaltet. Die erlaubte Zeit war großzügig gewählt, dennoch blieb die Anzahl fehlerfreier Ritte überschaubar. Sechs Reiter zogen mit ihren Pferden in das Stechen ein.
Im Stechen musste Darragh Kenny vorlegen. Mit seinem 13-jährigen Hengst Balou du Reventon gelang ihm direkt eine sehr schnelle Runde, nach 37,54 Sekunden kam er ohne Fehler in das Ziel. Bis auf Christophe Vanderhasselt schafften es im Stechen allen Reitern, ohne Fehler zu bleiben. Doch keinem gelang es, die Zeit von Kenny zu unterbieten. Noch am dichtesten heran kam als letzte Starterin Pénélope Leprevost, doch auch sie war über eine halbe Sekunden langsamer.
|             | Reiter              | Pferd                | 1. Umlauf | 1. Umlauf   | Stechen  | Stechen | Wertungs- punkte |
| Strafpunkte | Reiter              | Pferd                | Zeit (s)  | Strafpunkte | Zeit (s) |         | Wertungs- punkte |
| ----------- | ------------------- | -------------------- | --------- | ----------- | -------- | ------- | ---------------- |
| 1           | Darragh Kenny       | Balou du Reventon    | 0         | –           | 0        | 37,54   | 40               |
| 2           | Pénélope Leprevost  | Vancouver de Lanlore | 0         | –           | 0        | 38,08   | 37               |
| 3           | Nicola Philippaerts | Chilli Willi         | 0         | –           | 4        | 38,13   | 35               |

(Plätze eins bis drei von insgesamt 34 Teilnehmern)

### Berlin
Die deutsche Hauptstadt Berlin war zum dritten Mal Standort einer Etappe der GCT/GCL. Diese fand am Wochenende nach dem CHIO Aachen, vom 26. bis 28. Juli 2019, statt. Austragungsort des Turniers Global Jumping Berlin war der Sommergarten des Berliner Messegeländes.
Global Champions League: Die Entscheidung in der Global Champions League von Berlin war von Anfang an recht offen. Nach der ersten Teilprüfung lagen zwei Teams (Berlin Eagles und London Knights) ohne Fehler in Führung. Bis zum 13. Platz der 16 Teams kamen alle Mannschaften auf acht oder weniger Strafpunkte.
Die zweite Teilprüfung war anspruchsvoller gestaltet und brachte die Rangierung entsprechend durcheinander. Nur die Hamburg Giants blieben in der zweiten Prüfung ohne Fehler. Ergänzt um die vier Strafpunkte aus dem ersten Umlauf reichte dies für den Sieg. Spannend war die Entscheidung um den zweiten Platz: Gleich fünf Teams kamen auf acht Strafpunkte aus beiden Umläufen. Somit musste die Zeit entscheiden. Profitierend von der schnellen Zeit von Ludger Beerbaum und seinem Wallach Casello (Sieger in der Einzelwertung der zweiten Teilprüfung) konnten sich die Berlin Eagles den zweiten Rang mit einer Zeit von 129,35 Sekunden sichern. Nur 0,12 Sekunden langsamer, kamen Danielle Goldstein Waldman und Pieter Devos für die St Tropez Pirates auf Rang drei. Nochmals 0,13 Sekunden langsamer waren die London Knights, in Berlin vertreten durch die Philippaerts-Zwillinge und Martin Fuchs (Rang vier).
|             | Team           | Reiter/Pferde                          | 1. Prüfung  | 2. Prüfung | 2. Prüfung  | Gesamt   | Gesamt | Wertungs- punkte |
| Strafpunkte | Team           | Reiter/Pferde                          | Strafpunkte | Zeit (s)   | Strafpunkte | Zeit (s) |        | Wertungs- punkte |
| ----------- | -------------- | -------------------------------------- | ----------- | ---------- | ----------- | -------- | ------ | ---------------- |
| 1           | Hamburg Giants | Titouan Schumacher mit Atome Z         | 4           | 0          | 65,88       | 4        | 133,49 | 30               |
| 1           | Hamburg Giants | Bart Bles mit Israel van de Dennehoeve | 0           | 0          | 67,61       | 4        | 133,49 | 30               |
| 2           | Berlin Eagles  | Christian Kukuk mit Limonchello        | 0           | 8          | 66,03       | 8        | 129,35 | 25               |
| 2           | Berlin Eagles  | Ludger Beerbaum mit Casello            | 0           | 0          | 63,32       | 8        | 129,35 | 25               |

Global Champions Tour: Die engen Abmessungen des abgeschnittenen Ovals des Sommergartens führten dazu, dass die Anforderungen im Großen Preis eher jenen einer Indoorprüfung hatten. Die erlaubte Zeit von 71 Sekunden im Normalumlauf erwies sich als entscheidendes Kriterium: Neun der 30 Teilnehmer, die den Umlauf beendeten, hatten Zeitfehler. So verpassten Bassem Mohammed und Bart Bles nur aufgrund ihres Zeitfehlers den Einzug in das Stechen.
Im Stechen waren sechs Reiter startberechtigt. Den Anfang machte Harry Charles, der wenige Tage zuvor seinen 20. Geburtstag gefeiert hatte. Er kam mit Borsato auf acht Strafpunkte – und sollte in diesem übersichtlichen Stechen auch nicht der einzige Reiter mit Fehlern gewesen sein. Christian Ahlmann unterlief ein Springfehler im Stechen, doch dabei war er mit einer Zeit von 38,56 Sekunden schnell unterwegs gewesen. Auch Nicola Philippaerts (acht Strafpunkte) und Frank Schuttert (vier Strafpunkte) kamen mit Fehlern und langsamer als Ahlmann in das Ziel.
Danielle Goldstein Waldman als vorletzte Starterin wählte für den Parcours zunächst ein geringeres Grundtempo und kam in 39,46 Sekunden in das Ziel. Doch dabei blieb sie als erste fehlerfrei und ging somit in Führung. Ludger Beerbaum als letzter Reiter versuchte ebenfalls die Führung zu übernehmen, kam jedoch am Ende nicht ganz an die Zeit von Goldstein Waldman heran. Damit stand der erste große Einzelerfolg seit ihrer Hochzeit sowie der zweite GCT-Sieg dieser Saison für die Israelin fest.
|             | Reiter                     | Pferd                 | 1. Umlauf | 1. Umlauf   | Stechen  | Stechen | Wertungs- punkte |
| Strafpunkte | Reiter                     | Pferd                 | Zeit (s)  | Strafpunkte | Zeit (s) |         | Wertungs- punkte |
| ----------- | -------------------------- | --------------------- | --------- | ----------- | -------- | ------- | ---------------- |
| 1           | Danielle Goldstein Waldman | Lizziemary            | 0         | –           | 0        | 39,46   | 40               |
| 2           | Ludger Beerbaum            | Cool Feeling          | 0         | –           | 0        | 39,81   | 37               |
| 3           | Christian Ahlmann          | Take a chance on me Z | 0         | –           | 4        | 38,56   | 35               |

(Plätze eins bis drei von insgesamt 33 Teilnehmern)

### London
Zum dritten Mal fand die britische Etappe im Londoner Stadtteil Chelsea statt. In den Gärten des am linken Ufer der Themse gelegenen Royal Hospital Chelsea wurde das CSI 5*-Turnier vom 2. bis 4. August 2019 ausgerichtet.
Global Champions League: Als einziges Team beendeten die London Knights beide Teilprüfungen der Londoner Global-Champions-League-Etappe fehlerfrei. Enger war die Entscheidung um den zweiten Platz: Gleich drei Mannschaften schlossen mit jeweils vier Strafpunkten ab. Doch zwischen diesen drei Teams brachte die benötigte Zeit des zweiten Umlaufs eine klare Entscheidung: Marcus Ehning und Bertram Allen waren mit ihren Pferden sehr zügig im Parcours unterwegs gewesen. Mit zusammen nur 132,26 Sekunden sicherte sich Valkenswaard United damit klar den zweiten Rang. New York Empire folgte mit fast sechs Sekunden Rückstand auf Rang drei, die St Tropez Pirates waren nochmals fast drei Sekunden langsamer.
|             | Team                | Reiter/Pferde                          | 1. Prüfung  | 2. Prüfung | 2. Prüfung  | Gesamt   | Gesamt | Wertungs- punkte |
| Strafpunkte | Team                | Reiter/Pferde                          | Strafpunkte | Zeit (s)   | Strafpunkte | Zeit (s) |        | Wertungs- punkte |
| ----------- | ------------------- | -------------------------------------- | ----------- | ---------- | ----------- | -------- | ------ | ---------------- |
| 1           | London Knights      | Olivier Philippaerts mit Extra         | 0           | 0          | 70,98       | 0        | 139,21 | 30               |
| 1           | London Knights      | Ben Maher mit Explosion W              | 0           | 0          | 68,23       | 0        | 139,21 | 30               |
| 2           | Valkenswaard United | Marcus Ehning mit Cristy               | 0           | 4          | 65,92       | 4        | 132,26 | 25               |
| 2           | Valkenswaard United | Alberto Zorzi mit Danique              | 0           |            |             | 4        | 132,26 | 25               |
| 2           | Valkenswaard United | Bertram Allen Bertram Allen mit Casper |             | 0          | 66,34       | 4        | 132,26 | 25               |

Global Champions Tour: Das Stechen im Großen Preis des Londoner GCT-Turniers fiel umfangreich aus: 12 von 33 Starterpaaren waren im Normalumlauf fehlerfrei geblieben. Gleich drei Paare, darunter Marco Kutscher und die 11-jährige Stute Chades of Blue, hatten den Einzug in das Stechen aufgrund nur eines Zeitfehlers verpasst.
Julien Epaillard legte als erster Reiter im Stechen mit einem zügigen Tempo vor (benötigte Zeit: 38,80 Sekunden), doch unterlief ihm und seinem Fuchswallach Usual Suspect d'Auge ein Hindernisfehler. Anders Shane Sweetnam: Mit seinem Schimmel Alejandro beendete er den Stechkurs ohne jeden Fehler und obendrein noch deutlich über eine Sekunde schneller als Epaillard. Der Versuch, diese schnelle Zeit zu unterbieten, führte zu etlichen Fehlern, es blieb bei nur vier strafpunktfreien Ritten im Stechen. Ben Maher, der in dieser GCT-Saison bereits zwei Mal Zweiter geworden war, ging als neunter Starter in das Stechen und ließ sich den Sieg nicht nehmen: Mit seinem Erfolgspferd Explosion W leistete er sich keinen Patzer, in unter 36 Sekunden kam er in das Ziel.
|             | Reiter         | Pferd         | 1. Umlauf | 1. Umlauf   | Stechen  | Stechen | Wertungs- punkte |
| Strafpunkte | Reiter         | Pferd         | Zeit (s)  | Strafpunkte | Zeit (s) |         | Wertungs- punkte |
| ----------- | -------------- | ------------- | --------- | ----------- | -------- | ------- | ---------------- |
| 1           | Ben Maher      | Explosion W   | 0         | –           | 0        | 35,98   | 40               |
| 2           | Shane Sweetnam | Alejandro     | 0         | –           | 0        | 37,44   | 37               |
| 3           | Darragh Kenny  | Classic Dream | 0         | –           | 0        | 37,62   | 35               |

(Plätze eins bis drei von insgesamt 33 Teilnehmern)

### Valkenswaard
In den Niederlanden machen beide Turnierserien Station in Valkenswaard, dem Heimatort des Serienbegründers Jan Tops. Das Turnier fand in der modernen Tops International Arena vom 9. bis 11. August 2019 statt.
Global Champions League: Gleich sechs Mannschaften schlossen die erste Teilprüfung am Turnierfreitag ohne Fehler ab. Dementsprechend galt es für diese Teams, in der zweiten Teilprüfung nicht nur erneut fehlerfrei zu bleiben, sondern auch schnell zu sein. Letztlich gelang es zwei Mannschaften, erneut ohne jeden Fehler den Springkurs zu bewältigen. Sowohl Edwina Tops-Alexander und Pieter Devos von den St Tropez Pirates als auch Georgina Bloomberg vom Team New York Empire benötigten für den Kurs durchschnittliche Zeiten von etwa 74 Sekunden. Da nur noch die in der zweiten Teilprüfung wenig erfolgreichen Cannes Stars nach ihm an den Start kamen, konnte Daniel Bluman mit seinem Ritt den Sieg für New York Empire sichern. Dies gelang: Mit seinem 11-jährigen Wallach Ladriano Z kam er nach weniger als 70 Sekunden über die Ziellinie. Strafpunktfrei geblieben ergab sich somit für sein Team eine Gesamtzeit von 144,22 Sekunden. Diese war viereinhalb Sekunden geringer als jene der St Tropez Pirates.
|             | Team              | Reiter/Pferde                                   | 1. Prüfung  | 2. Prüfung | 2. Prüfung  | Gesamt   | Gesamt | Wertungs- punkte |
| Strafpunkte | Team              | Reiter/Pferde                                   | Strafpunkte | Zeit (s)   | Strafpunkte | Zeit (s) |        | Wertungs- punkte |
| ----------- | ----------------- | ----------------------------------------------- | ----------- | ---------- | ----------- | -------- | ------ | ---------------- |
| 1           | New York Empire   | Georgina Bloomberg mit Jilbert van't Ruytershof |             | 0          | 74,47       | 0        | 144,22 | 30               |
| 1           | New York Empire   | Daniel Bluman mit Ladriano Z                    | 0           | 0          | 69,75       | 0        | 144,22 | 30               |
| 1           | New York Empire   | Spencer Smith mit Theodore Manciais             | 0           |            |             | 0        | 144,22 | 30               |
| 2           | St Tropez Pirates | Edwina Tops-Alexander mit Veronese Teamjoy      | 0           |            |             | 0        | 148,72 | 25               |
| 2           | St Tropez Pirates | Pieter Devos mit Apart                          | 0           |            |             | 0        | 148,72 | 25               |
| 2           | St Tropez Pirates | Edwina Tops-Alexander mit Casquell              |             | 0          | 74,98       | 0        | 148,72 | 25               |
| 2           | St Tropez Pirates | Pieter Devos mit Espoir                         |             | 0          | 73,74       | 0        | 148,72 | 25               |

Global Champions Tour: Die erlaubte Zeit im Normalumlauf des Großen Preises war sehr großzügig bemessen: Kein Reiter überschritt die erlaubten 83 Sekunden, die meisten Teilnehmen beendeten den Parcours in deutlich unter 80 Sekunden. Acht Pferd-Reiter-Paare errichten nach fehlerfreiem Ritt im Normalumlauf das Stechen.
Olivier Philippaerts bildete mit seiner Schimmelstute Legend of Love den Auftakt zum Stechen. Es war ein schneller Auftakt: Ohne Fehler kam er bereits nach 37,34 Sekunden in das Ziel. Nochmals schneller und ebenso ohne Fehler blieb auch die zweite Schimmelstute im Stechen: Dana Blue und ihr Reiter Maikel van der Vleuten, das vierte Paar des Stechens, benötigten weniger als 37 Sekunden für den Springparcours. Kevin Staut als zweitletzter Starter kam immerhin fast noch an die Zeit von Philippaerts heran. Doch die Führung blieb bei Maikel van der Vleuten, so dass es wie im Vorjahr einen niederländischen Sieg in der Hauptprüfung des 5*-CSI von Valkenswaard gab.
|             | Reiter                 | Pferd                   | 1. Umlauf | 1. Umlauf   | Stechen  | Stechen | Wertungs- punkte |
| Strafpunkte | Reiter                 | Pferd                   | Zeit (s)  | Strafpunkte | Zeit (s) |         | Wertungs- punkte |
| ----------- | ---------------------- | ----------------------- | --------- | ----------- | -------- | ------- | ---------------- |
| 1           | Maikel van der Vleuten | Dana Blue               | 0         | –           | 0        | 36,80   | 40               |
| 2           | Olivier Philippaerts   | Legend of Love          | 0         | –           | 0        | 37,34   | 37               |
| 3           | Kevin Staut            | For Joy van't Zorgvliet | 0         | –           | 0        | 37,44   | 35               |

(Plätze eins bis drei von insgesamt 30 Teilnehmern)

### Rom
Die drittletzte Etappe der Turnierserie wurde zwei Wochen nach den Europameisterschaften durchgeführt. Das CSI 5* fand in Italiens Hauptstadt Rom vom 6. bis 8. September 2019 statt. Veranstaltungsort war das Stadio dei Marmi, welches im Norden der Stadt zwischen dem Olympiastadion und der Milvische Brücke gelegen ist.
Global Champions League: Obwohl gut ein Drittel der Teilnehmer in der ersten Teilprüfung der GCL von Rom ohne Fehler blieben, konnten nur wenige Teams Nullrunden ihrer beiden Reiter verzeichnen. Dies gelang nur den Hamburg Giants, den St Tropez Pirates und Madrid in Motion. Hinzu kam das Team Prague Lions, die jedoch einen Zeitfehler aus dem Ritt von Gerco Schröder hinnehmen mussten.
Einen Tag später in der zweiten Teilprüfung konnten sogar nur fünf der 30 Starterpaare der Mannschaften ohne Fehler bleiben. Dies hatte zur Konsequenz, dass keines der Teams fehlerfrei oder auch nur mit vier Strafpunkten die GCL-Etappe beenden konnte. Der Sieg ging an die Prague Lions, deren Strafpunktekonto sich zwar auch durch einen Springfehler von Marco Kutscher erhöhte. Doch Gerco Schröder, der nun mit dem 11-jährigen Wallach Davino Q antrat, blieb hier ohne jeden Fehler.
|             | Team             | Reiter/Pferde                                   | 1. Prüfung  | 2. Prüfung | 2. Prüfung  | Gesamt   | Gesamt | Wertungs- punkte |
| Strafpunkte | Team             | Reiter/Pferde                                   | Strafpunkte | Zeit (s)   | Strafpunkte | Zeit (s) |        | Wertungs- punkte |
| ----------- | ---------------- | ----------------------------------------------- | ----------- | ---------- | ----------- | -------- | ------ | ---------------- |
| 1           | Prague Lions     | Gerco Schröder mit Davino Q                     |             | 0          | 80,67       | 5        | 155,15 | 30               |
| 1           | Prague Lions     | Marco Kutscher mit Lord Pezi Junior             | 0           | 4          | 74,48       | 5        | 155,15 | 30               |
| 1           | Prague Lions     | Gerco Schröder mit Cognac Champblanc            | 1           |            |             | 5        | 155,15 | 30               |
| 2           | Madrid in Motion | Mark McAuley mit Valentino Tuiliere             | 0           | 4          | 73,50       | 8        | 145,26 | 25               |
| 2           | Madrid in Motion | Eduardo Álvarez Aznar mit Rokfeller de Pleville | 0           | 4          | 71,76       | 8        | 145,26 | 25               |

Global Champions Tour: Auch in Rom spielte im Normalumlauf des GCT-Grand Prix die erlaubte Zeit eine untergeordnete Rolle. Der Springkurs, den Uliano Vezzani hier aufgebaut hatte, war jedoch einem hochklassigen Startfeld angemessen. Während 17 von 35 Startern auf ein Ergebnis von vier Strafpunkten und weniger kamen, war das Starterfeld für das Stechen sehr übersichtlich. Nur vier Teilnehmerpaaren war es gelungen, im Normalumlauf fehlerfrei zu bleiben.
Erster Starter im Stechen war Marlon Módolo Zanotelli. Der Brasilianer, der gerade einen Monat zuvor bei den Panamerikanischen Spiele beide Goldmedaillen gewonnen hatte, war hier mit dem Fuchswallach Edgar M am Start. Ohne Fehler kam er nach 39,20 Sekunden in das Ziel. Ben Maher als nächster Starter konnte an seine Form von den Europameisterschaften bestätigen, sein Silbermedaillen-Partner Explosion W trug ihn in Rom fehlerfrei über den Kurs und übernahm mit besserer Zeit die Führung.
Auch Ludger Beerbaum blieb fehlerfrei, mit dem 11-jährigen Cool Feeling reihte er sich auf Rang drei ein. Zum Abschluss folgte Luca Marziani eine italienische Hoffnung auf den Sieg. Doch Marziani unterliefen mit Tokyo du Soleil drei Hindernisfehler, so dass er gegen Ende des Parcours das Tempo herausnahm, er beendete die Prüfung auf Rang vier. Ben Maher verteidigte damit seinen Vorjahressieg in Rom, stand jedoch anders als im Vorjahr zu diesem Zeitpunkt noch nicht als GCT-Gesamtsieger fest.
|             | Reiter                  | Pferd        | 1. Umlauf | 1. Umlauf   | Stechen  | Stechen | Wertungs- punkte |
| Strafpunkte | Reiter                  | Pferd        | Zeit (s)  | Strafpunkte | Zeit (s) |         | Wertungs- punkte |
| ----------- | ----------------------- | ------------ | --------- | ----------- | -------- | ------- | ---------------- |
| 1           | Ben Maher               | Explosion W  | 0         | –           | 0        | 38,76   | 40               |
| 2           | Marlon Módolo Zanotelli | Edgar M      | 0         | –           | 0        | 39,20   | 37               |
| 3           | Ludger Beerbaum         | Cool Feeling | 0         | –           | 0        | 39,39   | 35               |

(Plätze eins bis drei von insgesamt 35 Teilnehmern)

### Saint-Tropez
Die Umgebung von Saint-Tropez, in der bislang nur ein bedeutender CSI ausgetragen wurde, wurde im Jahr 2019 zu einem der größten Turnierstandorte im internationalen Springreitsport in Frankreich. Auf der Reitanlage L'écurie du Golfe de Saint Tropez in Grimaud, gut 10 Kilometer westlich von Saint-Tropez, wurden über das Jahr verteilt neun CSI 4*-Turniere durchgeführt, darunter auch eines zum bisherigen Termin der Athina Onassis Horse Show Ende Mai / Anfang Juni.
Die Athina Onassis Horse Show blieb jedoch GCT/GCL-Etappe, wechselte lediglich den Termin und wurde 2019 vom 12. bis 14. September ausgerichtet. Austragungsort war auch in diesem Jahr eine gut 200 Meter vom Strand entfernte Fläche im Süden des Plage de Pampelonne, der bereits zum Gemeindegebiet von Ramatuelle gehört.
Global Champions League: Die erste GCL-Teilprüfung, die bereits am Nachmittag des Turnierdonnerstags ausgetragen wurde, erwies sich als herausfordernd für die Mannschaften. Kein Team blieb ohne Fehler. Nach dieser ersten Prüfung lagen die Valkenswaard United und St Tropez Pirates, das Team rund um die Turnierpräsidentin Athina Onassis (die jedoch nicht an den Start ging), mit je vier Strafpunkten in Führung.
Mit je acht Strafpunkten fielen die beiden führenden Teams aus der ersten Teilprüfung in der zweiten Prüfung auf Rang drei bzw. fünf zurück. Einen deutlichen Sprung nach vorne machten die Shanghai Swans von Rang sieben auf Rang zwei, da Peder Fredricson und Daniel Deußer beide ohne Fehler blieben. Mit neun Strafpunkten lagen sie damit drei Strafpunkte hinter Madrid in Motion, das die Etappe von Saint-Tropez gewann. Vater und Sohn Eric und Maikel van der Vleuten hatten nach der ersten Teilprüfung auf Rang drei gelegen, strafpunktfrei in der zweiten Teilprüfung ermöglichten sie ihrer Mannschaft den Sprung an die Spitze.
|             | Team             | Reiter/Pferde                          | 1. Prüfung  | 2. Prüfung | 2. Prüfung  | Gesamt   | Gesamt | Wertungs- punkte |
| Strafpunkte | Team             | Reiter/Pferde                          | Strafpunkte | Zeit (s)   | Strafpunkte | Zeit (s) |        | Wertungs- punkte |
| ----------- | ---------------- | -------------------------------------- | ----------- | ---------- | ----------- | -------- | ------ | ---------------- |
| 1           | Madrid in Motion | Eric van der Vleuten mit Wunschkind    | 5           | 0          | 76,87       | 6        | 152,58 | 30               |
| 1           | Madrid in Motion | Maikel van der Vleuten mit Beauville Z | 1           | 0          | 75,71       | 6        | 152,58 | 30               |
| 2           | Shanghai Swans   | Peder Fredricson mit Zacramento        |             | 0          | 75,41       | 9        | 149,64 | 25               |
| 2           | Shanghai Swans   | Daniel Deußer mit Tobago Z             | 4           | 0          | 74,23       | 9        | 149,64 | 25               |
| 2           | Shanghai Swans   | Alexandra Thornton mit Cornetto K      | 5           |            |             | 9        | 149,64 | 25               |

Global Champions Tour: Als zu leicht für das Leistungsniveau des Starterfeldes erwies sich der Normalumlauf der GCT-Etappe von Saint-Tropez. 25 der 35 Teilnehmer kamen auf maximal einen Hindernisfehler, auch die erlaubte Zeit von 81 Sekunden provozierte (fast) keine Zeitfehler. Dies hatte zur Folge, dass das Stechen ganze 14 Reiter mit ihren Pferden umfasste.
Im Bewusstsein, dass nur eine wirklich schnelle fehlerfreie Runde bei einem so großen Stechen eine vordere Platzierung einbringen würde, ging Pieter Devos als erster Reiter in das Stechen. Mit seiner 11-jährigen Stute Claire Z konnte er diese Vorgabe ideal umsetzen, bereits nach 36,40 Sekunden kam er in das Ziel. Diese Leistung sollte für ihn bis einschließlich zum 13. Ritt die Führungen bedeuten. Am dichtesten war noch Simon Delestre an Devos herangekommen, doch auch ihm fehlte fast eine halbe Sekunde zur Übernahme der Führung.
Die 14. Starterin war Jessica Springsteen. Mit ihrer Holsteiner Stute Zecilie gelang es ihr schließlich, über eine Sekunde schneller als Pieter Devos das Ziel zu erreichen und ohne Fehler zu bleiben. Während die nächsten beiden Reiter, Maurice Tebbel und Marco Kutscher, sich jeweils einen Springfehler einhandelten, konnte nur noch Kent Farrington Springsteens Sieg zunichtemachen. Farrington, der mit der Stute Austria antrat, war erwartungsgemäß ebenso sehr zügig im Stechen unterwegs. Doch am letzten Sprung riss er eine Stange, mit einer Zeit von 35,88 Sekunden fand er sich am Ende auf Rang neun wieder. Für die 27-jährige Jessica Springsteen stellte dieser Sieg in einem CSI 5*-Grand Prix den wohl bisher größten Einzelerfolg ihrer Karriere dar.
|             | Reiter              | Pferd    | 1. Umlauf | 1. Umlauf   | Stechen  | Stechen | Wertungs- punkte |
| Strafpunkte | Reiter              | Pferd    | Zeit (s)  | Strafpunkte | Zeit (s) |         | Wertungs- punkte |
| ----------- | ------------------- | -------- | --------- | ----------- | -------- | ------- | ---------------- |
| 1           | Jessica Springsteen | Zecilie  | 0         | –           | 0        | 35,38   | 40               |
| 2           | Pieter Devos        | Claire Z | 0         | –           | 0        | 36,40   | 37               |
| 3           | Simon Delestre      | Ryan     | 0         | –           | 0        | 36,88   | 35               |

(Plätze eins bis drei von insgesamt 35 Teilnehmern)

### New York City
Neuer Austragungsort des GCT-Saisonabschlusses war New York City. Das erstmals ausgerichtete Turnier fand vom 27. bis 29. September 2019 auf der nur per Fähre erreichbaren, ehemaligen Kaserneninsel Governors Island statt. Dort wurde ein provisorisches Reitstadion mit Blick auf die Freiheitsstatue und die Skyline von Manhattan errichtet.
Global Champions League: Nach der ersten der zwei Prüfungen der GCL von New York war der Ausgang der Prüfung noch recht offen. Zwei Teams, die London Knights und Valkenswaard United, konnten ein komplett strafpunktfreies Ergebnis verzeichnen. Vier weitere Mannschaften hatten vier Strafpunkte erhalten. Unglücklich verlief die erste Prüfung für die Shanghai Swans, die vor New York mit nur zwei Punkten Rückstand auf dem zweiten Rang der Gesamtwertung gelegen hatten. Während Daniel Deußer fehlerfrei geblieben war, stürzte Peder Fredricson nach einer Verweigerung seines Wallachs Zacramento. Damit schied die Mannschaft aus und blieb in New York ohne Wertungspunkte.
Die vor New York in der Gesamtwertung führenden St Tropez Pirates unterlief, wie in der ersten Prüfung, so auch in der zweiten Prüfung je ein Hindernisfehler. Damit kam das Team auf Rang vier in New York. Drei Mannschaften schlossen besser ab, alle drei blieben in der zweiten Teilprüfung ohne Fehler. Mit ebenfalls acht Strafpunkten, aber einer besseren Zeit kamen die Prague Lions (vertreten durch Niels Bruynseels, Marc Houtzager und Marco Kutscher) auf den dritten Platz. Ebenso acht Strafpunkte, aber nochmals knapp schneller waren Paris Panthers auf Rang zwei. Mit diesem guten Ergebnis gelang ihnen noch der Sprung unter die besten zehn der GCL-Gesamtwertung. Der Sieg ging an Martin Fuchs und Ben Maher für die Mannschaft London Knights. Als einziges Duo komplett ohne Fehler geblieben, brachte ihnen dieser Sieg zusätzlich auch noch den ersten Platz der GCL-Gesamtwertung ein.
|             | Team           | Reiter/Pferd               | 1. Prüfung  | 2. Prüfung | 2. Prüfung  | Gesamt   | Gesamt | Wertungs- punkte |
| Strafpunkte | Team           | Reiter/Pferd               | Strafpunkte | Zeit (s)   | Strafpunkte | Zeit (s) |        | Wertungs- punkte |
| ----------- | -------------- | -------------------------- | ----------- | ---------- | ----------- | -------- | ------ | ---------------- |
| 1           | London Knights | Martin Fuchs mit Clooney   | 0           | 0          | 73,78       | 0        | 148,18 | 30               |
| 1           | London Knights | Ben Maher mit Explosion W  | 0           | 0          | 74,40       | 0        | 148,18 | 30               |
| 2           | Paris Panthers | Darragh Kenny mit Romeo    | 0           | 0          | 74,80       | 8        | 149,72 | 25               |
| 2           | Paris Panthers | Harrie Smolders mit Cas    | 8           |            |             | 8        | 149,72 | 25               |
| 2           | Paris Panthers | Harrie Smolders mit Monaco |             | 0          | 74,92       | 8        | 149,72 | 25               |

Global Champions Tour: Mehrere für die GCT-Gesamtwertung wichtige Entscheidungen fielen bereits im Normalumlauf der Etappe von New York City. So verpasste der bislang drittplatzierte Daniel Deußer mit einem Hindernisfehler das Stechen, was seine (ohnehin eher theoretischen) Chancen auf den Gesamtsieg zunichtemachte. Dem bislang führenden Pieter Devos gelang der Einzug in das Stechen. Dass dennoch vor Beginn des Stechens bereits Ben Maher als GCT-Gesamtsieger 2019 feststand, hing mit dem Regelwerk der Gesamtwertung zusammen. Beide Reiter hatten bereits bei mehr als neun Etappen Wertungspunkte gesammelt (nur die besten neun Ergebnisse gingen in die Wertung ein). Daher entschieden nicht nur die in New York hinzukommenden Wertungspunkte, auch die im Gegenzug zu streichenden Wertungspunkte des Reiters hatten Auswirkungen. Maher konnte 16 Wertungspunkte aus Paris streichen, während für Devos 25 Wertungspunkte aus Berlin zu streichen waren. Daher war mit der Stechqualifikation von Ben Maher sichergestellt, dass Maher am Ende der Prüfung mehr Wertungspunkte in der Gesamtwertung haben würde.
Sieben Reiter-Pferd-Paaren zogen in das Stechen ein. Alberto Zorzis Ritt mit dem Rappen Ulane de Coquerie war bereits ein sehr zügiger, fehlerfreier Auftakt zum Stechen. Marcus Ehning folgte direkt nach ihm, mit dem Schimmelhengst Cornado NRW war er ohne Fehler nochmals gut eine halbe Sekunde schneller als Zorzi. Für Pieter Devos verlief das Stechen unglücklich, mit seiner Stute Claire Z unterliefen ihm ein Springfehler und innerhalb der zweifachen Kombination eine Verweigerung. Malin Baryard-Johnsson und Marc Houtzager blieben mit ihren Pferden ohne Fehler, ihre Zeit war jedoch langsamer als jene von Zorzi. Damit stand bereits fest, dass Marcus Ehning den letzten Startplatz beim GCT-Super Grand Prix erhalten würde, da die zwei noch folgenden Reiter einen solchen bereits durch Siege im Laufe der Saison errungen hatten.
Ben Maher konnte mit der Sicherheit des GCT-Gesamtsieges im Stechen voll angreifen. Ein weiteres Mal blieb er mit Explosion W nicht nur fehlerfrei, sondern beendete den Kurs auch in einer deutlich schnelleren Zeit als seine Konkurrenten. Nach ihm trat nur noch Martin Fuchs an. Auch Fuchs griff an und blieb fehlerfrei, doch anders als bei den Europameisterschaften stand in New York Maher am Ende vorne. Ben Maher und seinem niederländischen Wallach gelang damit bei den drei letzten GCT-Etappen 2019, bei denen sie gemeinsam am Start waren, drei Siege in Folge.
|             | Reiter        | Pferd       | 1. Umlauf | 1. Umlauf   | Stechen  | Stechen | Wertungs- punkte |
| Strafpunkte | Reiter        | Pferd       | Zeit (s)  | Strafpunkte | Zeit (s) |         | Wertungs- punkte |
| ----------- | ------------- | ----------- | --------- | ----------- | -------- | ------- | ---------------- |
| 1           | Ben Maher     | Explosion W | 0         | –           | 0        | 34,08   | 40               |
| 2           | Marcus Ehning | Cornado NRW | 0         | –           | 0        | 34,65   | 37               |
| 3           | Martin Fuchs  | The Sinner  | 0         | –           | 0        | 34,95   | 35               |

(Plätze eins bis drei von insgesamt 35 Teilnehmern)

## Gesamtwertungen

### Global Champions Tour
Die Gesamtwertung entschied über den Gesamtsieg der Global Champions Tour. Anhand dieser Rangliste wurde am Ende der Saison ein Bonus-Preisgeld an die erfolgreichsten Reiter der Global Champions Tour vergeben. Das zweite Jahr in Folge gewann Ben Maher die GCT-Gesamtwertung. Anders als im Jahr 2018 war der Sieg jedoch nicht ungefährdet. Auch Pieter Devos hatte aussichtsreiche Chancen auf den Gesamtsieg, doch Mahers Schlussspurt mit drei Siegen bei den letzten fünf Etappen brachte die Entscheidung.
|    | Reiter                 | Doha | Mex. | Mia. | Sha. | Madr. | Hamb. | Can. | Stoc. | Casc. | Mon. | Par. | Chan. | Ber. | Lond. | Valk. | Rom  | St.Tr. | NYC | Wertungs- punkte | Preisgeld (Bonus) |
| -- | ---------------------- | ---- | ---- | ---- | ---- | ----- | ----- | ---- | ----- | ----- | ---- | ---- | ----- | ---- | ----- | ----- | ---- | ------ | --- | ---------------- | ----------------- |
| 1  | Ben Maher              | 37   | (11) | –    | –    | 27    | 31    | (15) | 29    | 37    | (12) | (16) | 20    | –    | 40    | –     | 40   | –      | 40  | 301              | 294.500 €         |
| 2  | Pieter Devos           | 30   | (18) | 40   | 32   | –     | (25)  | 33   | –     | 28    | –    | (18) | –     | (25) | 27    | 26    | (25) | 37     | 30  | 283              | 190.000 €         |
| 3  | Daniel Deußer          | 22   | 30   | 31   | –    | 32    | 40    | 35   | –     | –     | –    | 25   | –     | (17) | –     | –     | 27   | (8)    | 25  | 267              | 123.500 €         |
| 4  | Marcus Ehning          | –    | –    | –    | 25   | 30    | 22    | 24   | –     | 30    | (11) | –    | (13)  | –    | 28    | 32    | 30   | (9)    | 37  | 258              | 76.000 €          |
| 5  | Maikel van der Vleuten | (6)  | 29   | 26   | –    | 37    | –     | 30   | –     | –     | 40   | (7)  | –     | 22   | –     | 40    | –    | 14     | 17  | 255              | 47.500 €          |
| 6  | Kevin Staut            | 25   | –    | 21   | 21   | –     | –     | –    | –     | (14)  | 27   | 35   | 33    | 28   | –     | 35    | –    | 25     | (5) | 250              | 33.250 €          |
| 7  | Niels Bruynseels       | 29   | 26   | (8)  | 31   | –     | –     | 40   | –     | 32    | –    | 21   | –     | 9    | 33    | –     | –    | (6)    | 27  | 248              | 33.250 €          |
| 8  | Julien Epaillard       | 40   | –    | –    | (7)  | 16    | –     | 17   | –     | 26    | 35   | –    | –     | –    | 31    | 29    | 32   | –      | 20  | 246              | 19.000 €          |
| 9  | Jos Verlooy            | 24   | 19   | 24   | –    | –     | 17    | –    | 35    | –     | –    | 26   | –     | –    | 30    | –     | –    | 31     | 26  | 232              | 19.000 €          |
| 10 | Peder Fredricson       | –    | 33   | (8)  | –    | 24    | 35    | 20   | 40    | –     | –    | 27   | –     | –    | –     | 9,5   | –    | 22     | 18  | 228,5            | 19.000 €          |
| 11 | Simon Delestre         | –    | 31   | 22   | (6)  | –     | –     | –    | –     | –     | –    | 23   | 10    | –    | 22    | 30    | 31   | 35     | 21  | 225              | 19.000 €          |
| 12 | Darragh Kenny          | –    | –    | –    | 37   | –     | –     | –    | –     | 33    | –    | 28   | 40    | –    | 35    | –     | –    | 16     | 28  | 217              | 14.250 €          |
| 13 | Christian Ahlmann      | (8)  | –    | 29   | (5)  | –     | 14    | –    | –     | 29    | –    | 40   | (6)   | 35   | 16    | 13    | 14   | 15     | –   | 205              | 14.250 €          |
| 14 | Scott Brash            | 12   | (10) | 30   | –    | 14    | –     | 37   | 22    | –     | –    | 20   | 24    | 11   | 21    | –     | –    | (5)    | (5) | 191              | 14.250 €          |
| 15 | Bart Bles              | –    | 12   | –    | 18   | 35    | 18    | 12   | –     | 31    | –    | (4)  | –     | 29   | –     | 14    | 19   | –      | –   | 188              | 9.500 €           |
| 16 | Nayel Nassar           | –    | –    | –    | –    | –     | 37    | –    | 24    | –     | 5    | 24   | –     | 26   | –     | 27    | 29   | 11     | –   | 183              | 9.500 €           |
| 17 | Alberto Zorzi          | 32   | –    | –    | 28   | –     | –     | 14   | –     | –     | 9    | 6    | –     | –    | 11    | 19    | 28   | –      | 33  | 180              | 7.125 €           |
| 18 | Marco Kutscher         | –    | –    | –    | 22   | –     | –     | –    | 28    | –     | 22   | –    | 26    | 24   | 23    | –     | 5,5  | 27     | –   | 177,5            | 7.125 €           |

Plätze eins bis 18, die neun besten Ergebnisse eines jeden Reiters gingen in die Gesamtwertung ein.

### Global Champions League
|   | Mannschaft           | Doha | Mex. | Mia. | Sha. | Madr. | Hamb. | Can. | Stoc. | Casc. | Mon. | Par. | Chan. | Ber. | Lond. | Valk. | Rom | St.Tr. | NYC | Wertungs- punkte |
| - | -------------------- | ---- | ---- | ---- | ---- | ----- | ----- | ---- | ----- | ----- | ---- | ---- | ----- | ---- | ----- | ----- | --- | ------ | --- | ---------------- |
| 1 | London Knights       | 17   | 17   | 15   | –    | 30    | 17    | 16   | 30    | 30    | 8    | 8    | 21    | 19   | 30    | 14    | 16  | 8      | 30  | 326              |
| 2 | St Tropez Pirates    | 16   | 19   | 25   | 19   | 10    | 30    | 17   | 6     | 15    | 15   | 25   | 10    | 21   | 19    | 25    | 15  | 17     | 19  | 323              |
| 3 | Madrid in Motion     | 19   | 12   | 13   | 13   | 21    | 16    | 30   | 21    | 17    | 19   | 14   | 6     | 11   | 11    | 12    | 25  | 30     | 13  | 303              |
| 4 | Shanghai Swans       | 30   | 30   | 19   | 11   | 19    | 15    | 21   | 15    | 10    | 14   | 21   | 13    | 13   | 10    | 19    | 17  | 25     | 0   | 302              |
| 5 | Miami Celtics        | 13   | 16   | 30   | 14   | 14    | 25    | 25   | 11    | 13    | 11   | 30   | 19    | 14   | 17    | 6     | 9   | 14     | 12  | 293              |
| 6 | Berlin Eagles        | 11   | 15   | 21   | 15   | 16    | 19    | 9    | 25    | 12    | 12   | 13   | 30    | 25   | 12    | 8     | 12  | 11     | 15  | 281              |
| 7 | Prague Lions         | 7    | 9    | 17   | 21   | 6     | 12    | 19   | 13    | 16    | 17   | 19   | 8     | 16   | 13    | 9     | 30  | 16     | 21  | 269              |
| 8 | Scandinavian Vikings | 14   | 11   | 16   | 10   | 17    | 14    | 13   | 12    | 11    | 30   | 16   | 11    | 15   | 15    | 17    | 19  | 12     | 14  | 267              |

## Prague Playoffs
Zum zweiten Mal wurde die GCT/GCL-Saison von einem Playoff-Turnier abgeschlossen. Dieses fand jedoch gut einen Monat früher als im Vorjahr statt: Die Prague Playoffs wurden vom 21. bis 24. November 2019 in der O2 Arena in der tschechischen Hauptstadt Prag durchgeführt.
Im Rahmen der Veranstaltung wurden zwei Wettbewerbe ausgerichtet, die Global Champions League Playoffs und der Global Champions Tour Super Grand Prix.

### Global Champions Tour Super Grand Prix
Der Super Grand Prix ist nicht Teil der regulären Global Champions Tour-Saison und hat somit auch keine Auswirkung mehr auf die Gesamtwertung. Das Starterfeld der Prüfung umfasst 18 Reiter. Hierfür qualifizierte sich jeweils der Sieger einer jeden Wertungsprüfung der Global Champions Tour. Soweit ein Reiter sich bereits bei einer früheren GCT-Etappe qualifiziert hatte, rückte jeweils der bestplatzierte noch nicht für den Super Grand Prix startberechtigte Reiter nach.
Somit sind für den Super Grand Prix folgende Reiter qualifiziert:
| - Julien Epaillard (1. Platz Doha) - Jérôme Guery (1. Platz Mexiko-Stadt) - Pieter Devos (1. Platz Miami) - Danielle Goldstein Waldman (1. Platz Shanghai) - Martin Fuchs (1. Platz Madrid) - Daniel Deußer (1. Platz Hamburg) - Niels Bruynseels (1. Platz Cannes) - Peder Fredricson (1. Platz Stockholm) - Ben Maher (2. Platz Cascais) |  |  | - Maikel van der Vleuten (1. Platz Monaco) - Christian Ahlmann (1. Platz Paris) - Darragh Kenny (2. Platz Chantilly) - Ludger Beerbaum (2. Platz Berlin) - Shane Sweetnam (2. Platz London) - Olivier Philippaerts (2. Platz Valkenswaard) - Marlon Módolo Zanotelli (2. Platz Rom) - Jessica Springsteen (1. Platz Saint-Tropez) - Marcus Ehning (2. Platz New York City) |

Es handelte sich um eine Springprüfung mit zwei unterschiedlichen Umläufen. Die Prüfung begann am 23. November 2019 um 20 Uhr. Der erste fehlerfreie Ritt im ersten Umlauf errang der dritte Starter, Julien Epaillard, mit dem 10-jährigen Virtuose Champeix. Dies gelang nach ihm auch noch Ben Maher, Daniel Deußer und Danielle Goldstein Waldman. Auch Ludger Beerbaum als letzter Starter schien wenig Probleme mit dem Parcours zu haben, doch er verlor auf der Schlusslinie den Zügel. Infolgedessen ritt er den Schlusssprung nicht an, sondern wendete vorher ab (was als Verweigerung zählte). Mit seinem Wallach Cool Feeling kam er einschließlich daraus resultierender Zeitstrafpunkte auf 12 Strafpunkte. Er verzichtete in Folge auf den Start im zweiten Umlauf. Ebenso verzichtete Jessica Springsteen, die sich mit dem Kurs schwergetan hatte und mit ihrer Stute Zecilie 16 Strafpunkte gesammelt hatte.
Im zweiten Umlauf der aufwendig inszenierten Springprüfung traten somit noch 16 Reiter an, die bis hierhin ein Ergebnis von neun Strafpunkten oder besser hatten. Während Shane Sweetnam drei Fehler im zweiten Umlauf sammelte, konnte sich Christian Ahlmann als zweiter Reiter mit nur einem Zeitstrafpunkt in diesem Umlauf deutlich nach vorne arbeiten. Er schloss die Prüfung mit seinem Hengst Take A Chance On Me Z auf Rang zehn ab.
In eine sehr gute Ausgangslage brachten sich auch Marcus Ehning und Martin Fuchs. Von den fünf Reitern mit vier Strafpunkten im ersten Umlauf kamen nur diese zwei ohne Fehler durch den zweiten Umlauf. Darragh Kenny hatte als einer von nur zwei Teilnehmern im ersten Umlauf einen Zeitstrafpunkt erhalten, er war jedoch ansonsten ohne Fehler durch den Parcours gekommen. Aufgrund dieser Ausgangslage ging er mit seinem Hengst Balou du Reventon auch den zweiten Umlauf bewusst ruhig an. Ihm gelang es, sein Ergebnis aus dem ersten Umlauf zu wiederholen und setzte sich in der Rangierung damit vor Martin Fuchs.
Den Auftakt der vier bisher fehlerfrei gebliebenen Reiter machte Danielle Goldstein Waldman. Nachdem sie bereits im ersten Umlauf eher glücklich ohne Fehler geblieben war, sammelte sie im zweiten Umlauf neun Strafpunkte. Auch Daniel Deußer und Marlon Modolo Zanotelli kamen nicht ohne Fehler in das Ziel (je vier Strafpunkte). Somit musste Ben Maher nicht schnell reiten, er und Explosion W reichte ein fehlerfreier Ritt. Anders als bei den Europameisterschaften gelang ihm dies in Prag, sein Sieg stand somit fest. Das Preisgeld betrug 1,25 Millionen Euro, 300.000 Euro hiervon entfielen auf Maher.
|           | Reiter                  | Pferd             | Strafpunkte | Strafpunkte | Strafpunkte | Zeit 2. Umlauf |
| 1. Umlauf | Reiter                  | Pferd             | 2. Umlauf   | Gesamt      |             | Zeit 2. Umlauf |
| --------- | ----------------------- | ----------------- | ----------- | ----------- | ----------- | -------------- |
| 1         | Ben Maher               | Explosion W       | 0           | 0           | 0           | 68,96 s        |
| 2         | Darragh Kenny           | Balou du Reventon | 1           | 1           | 2           | 72,37 s        |
| 3         | Martin Fuchs            | Clooney           | 4           | 0           | 4           | 63,13 s        |
| 4         | Marcus Ehning           | Cornado NRW       | 4           | 0           | 4           | 66,73 s        |
| 5         | Marlon Modolo Zanotelli | Edgar M           | 4           | 0           | 4           | 69,42 s        |

(Plätze eins bis fünf von insgesamt 18 Teilnehmern)

### Super Cup (Global Champions League Playoffs)
Nach Abschluss der Global Champions League 2019 fanden deren Play-offs statt. Als Qualifikationskriterium diente die Gesamtwertung der Saison 2019. Da sich in dieser Saison die Anzahl der Teams auf 16 verringert hatte, waren alle Mannschaften startberechtigt.
Erste Prüfung des sogenannten Super Cup war am Donnerstag (21. November) das Viertelfinale. Dort gingen die auf den Plätzen fünf bis 16 der Gesamtwertung 2019 platzierten Teams an den Start. Acht Mannschaften qualifizierten sich aus dieser Prüfung für das Halbfinale. Im Halbfinale am Turnierfreitag trafen sie zusätzlich auf die vier besten Teams der Gesamtwertung 2019, die für das Halbfinale direkt qualifiziert waren.
Im Finale am letzten Tag des Turniers gingen die besten sechs Teams des Halbfinals nochmals an den Start. Dort wurde der Sieger des Super Cups ermittelt. Anders als in den normalen Global-Champions-League-Etappen traten nicht zwei, sondern drei Reiter je Team in allen Finalprüfungen an. Es gab dabei kein Streichergebnis.

#### Viertelfinale
Ein Ergebnis von 12 Strafpunkten war im Viertelfinale ausreichend, um unter die besten acht Mannschaften zu kommen und damit das Halbfinale zu erreichen. Den Einzug in die nächste Prüfung deutlich verpassten die Berlin Eagles. Nachdem Malin Baryard-Johnsson fehlerfrei geblieben war, sammelten Christian Kukuk und Philipp Weishaupt 16 bzw. 13 Strafpunkte. Das Viertelfinale war mit 1.200.000 Euro Preisgeld dotiert, dieses wurde gleichmäßig an alle 12 teilnehmenden Mannschaften verteilt.
|   | Team              | Strafpunkte | Zeit (s) |
| - | ----------------- | ----------- | -------- |
| 1 | Miami Celtics     | 4           | 206,21   |
| 2 | Cannes Stars      | 5           | 210,76   |
| 3 | Chantilly Pegasus | 8           | 203,38   |

#### Halbfinale
Für die beiden bestplatzierten Team der Gesamtwertung waren die Playoffs bereits nach einer Prüfung wieder beendet. Die London Knights kamen mit 12 Strafpunkten auf Rang acht, die St Tropez Pirates landeten gar auf dem letzten Platz. Das gastgebende Team der Prague Lions war mit acht Strafpunkten und 205,52 Sekunden gut eine Sekunde zu langsam für den Finaleinzug und kam damit auf Platz sieben. Die Sieger des Viertelfinals, Miami Celtics, verpassten aufgrund von 12 Strafpunkten von Jessica Springsteen die Starterlaubnis für das Finale.
Auch im Halbfinale wurde das Preisgeld in gleichen Teilen auf die zwölf gestarteten Teams verteilt, in dieser Prüfung wurden 2.400.000 Euro ausgeschüttet.
|   | Team                | Strafpunkte | Zeit (s) |
| - | ------------------- | ----------- | -------- |
| 1 | Paris Panthers      | 4           | 202,86   |
| 2 | Madrid in Motion    | 8           | 196,70   |
| 3 | Valkenswaard United | 8           | 199,06   |

#### Finale
Wie im Vorjahr handelte es sich bei der Finalprüfung der Global Champions League Playoffs um die höchstdotierte Springprüfung der Welt. Insgesamt wurden in dieser einen Prüfung 6,4 Millionen Euro ausgeschüttet, hiervon über 2,7 Millionen Euro für die siegreiche Mannschaft.
Bei der Finalprüfung handelte es sich um eine Springprüfung mit zwei unterschiedlichen Umläufen. Nach dem ersten Umlauf lagen die Cannes Stars mit nur einem Zeitstrafpunkt in Führung. Die Paris Panthers und die Shanghai Swans folgten mit jeweils vier Strafpunkten auf Rang zwei.
Dieser Zwischenstand wurde im zweiten Umlauf nochmals kräftig durcheinandergewirbelt. Mit 25 Strafpunkten waren die Cannes Stars die Verlierer dieses Umlaufs. Ähnliches galt für die Paris Panthers, die 24 Strafpunkten ebenso deutlich zurückfielen. Die Shanghai Swans hingegen konnten ihre über die Saison hinweg immer wieder bewiesene Mannschaftsstärke ausspielen. Einzig Pius Schwizer unterliefen zwei Hindernisfehler, seine beiden Teamkollegen hingegen blieben ohne Fehler. Daniel Deußer und seine Schimmelstute Jasmien vd Bisschop waren hierbei eines von nur zwei Teilnehmerpaaren, welche in beiden Umläufen ohne Fehler blieben. Mit einem Vorsprung von neun Strafpunkten vor dem Zweitplatzierten Monaco Aces ging der Sieg damit klar an die Shanghai Swans.
|             | Team                | Reiter/Pferde                                   | 1. Prüfung  | 2. Prüfung | 2. Prüfung  | Gesamt   | Gesamt |
| Strafpunkte | Team                | Reiter/Pferde                                   | Strafpunkte | Zeit (s)   | Strafpunkte | Zeit (s) |        |
| ----------- | ------------------- | ----------------------------------------------- | ----------- | ---------- | ----------- | -------- | ------ |
| 1           | Shanghai Swans      | Peder Fredricson mit Christian K                | 4           | 0          | 67,69       | 12       | 200,16 |
| 1           | Shanghai Swans      | Pius Schwizer mit Cortney Cox                   | 0           | 8          | 67,08       | 12       | 200,16 |
| 1           | Shanghai Swans      | Daniel Deußer mit Jasmien vd Bisschop           | 0           | 0          | 65,39       | 12       | 200,16 |
| 2           | Monaco Aces         | Laura Kraut mit Confu                           | 5           | 0          | 68,61       | 21       | 199,85 |
| 2           | Monaco Aces         | Jos Verlooy mit Igor                            | 0           | 4          | 65,60       | 21       | 199,85 |
| 2           | Monaco Aces         | Julien Epaillard mit Queeletta                  | 8           | 4          | 65,64       | 21       | 199,85 |
| 3           | Madrid in Motion    | Mark McAuley mit Vivaldi du Theil               | 8           | 8          | 67,18       | 24       | 199,90 |
| 3           | Madrid in Motion    | Maikel van der Vleuten mit Dana Blue            | 4           | 0          | 65,70       | 24       | 199,90 |
| 3           | Madrid in Motion    | Eduardo Álvarez Aznar mit Rokfeller de Pleville | 4           | 0          | 67,02       | 24       | 199,90 |
| 4           | Cannes Stars        | Jane Richard Philips mit Clipper du Haut du Roy | 0           | 8          | 67,94       | 26       | 205,85 |
| 4           | Cannes Stars        | Maurice Tebbel mit Don Diarado                  | 0           | 5          | 69,74       | 26       | 205,85 |
| 4           | Cannes Stars        | Abdel Said mit Jumpy van de Hermitage           | 1           | 12         | 68,17       | 26       | 205,85 |
| 5           | Paris Panthers      | Darragh Kenny mit Romeo                         | 0           | 8          | 66,54       | 28       | 199,20 |
| 5           | Paris Panthers      | Nayel Nassar mit Lucifer V                      | 4           | 16         | 65,07       | 28       | 199,20 |
| 5           | Paris Panthers      | Gregory Wathelet mit Nevados S                  | 0           | 0          | 67,59       | 28       | 199,20 |
| 6           | Valkenswaard United | Marcus Ehning mit Comme il faut                 | 4           | 8          | 64,62       | 30       | 206,94 |
| 6           | Valkenswaard United | Frank Schuttert mit Queensland E                | 0           | 10         | 75,69       | 30       | 206,94 |
| 6           | Valkenswaard United | Cian O’Connor mit Final                         | 4           | 0          | 66,63       | 30       | 206,94 |